# Arte minoico

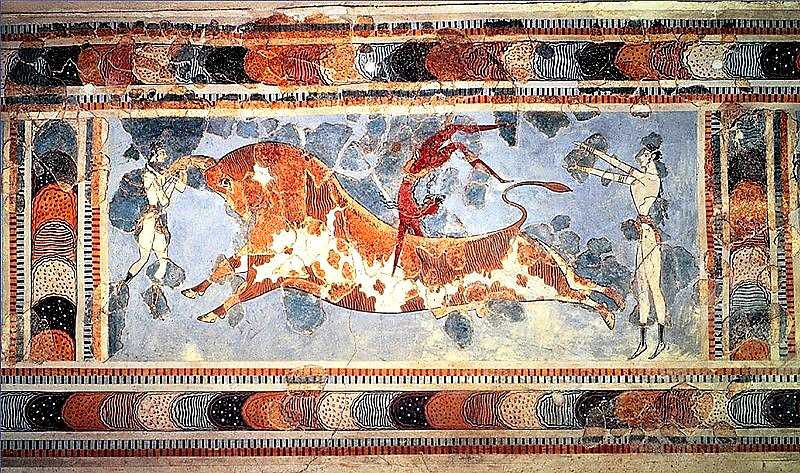
Fresco de la taurocatapsia. Palacio de Cnosos.

Arte minoico o cretense es el arte de la civilización minoica o cretense, una civilización prehelénica que se desarrolló en la isla de Creta entre el III milenio a. C. y el II milenio a. C..
La mayor colección de arte minoico está en el Museo Arqueológico de Heraclión, cerca de Cnosos en la costa norte de Creta. El arte minoico, con otros restos de la cultura material, especialmente la secuencia de estilos cerámicos, ha permitido a los arqueólogos definir las tres fases de la civilización minoica: minoico antiguo, minoico medio y minoico reciente.
Puesto que la madera y los textiles han desaparecido, los más importantes supervivientes del arte minoico son la cerámica como vasijas, copas o ánforas con motivos marinos: peces,pulpos, algas, caracoles; la arquitectura palacial con sus frescos, incluyendo los paisajes, petroglifos; y los elaborados sellos de piedra tallados.

## Arquitectura

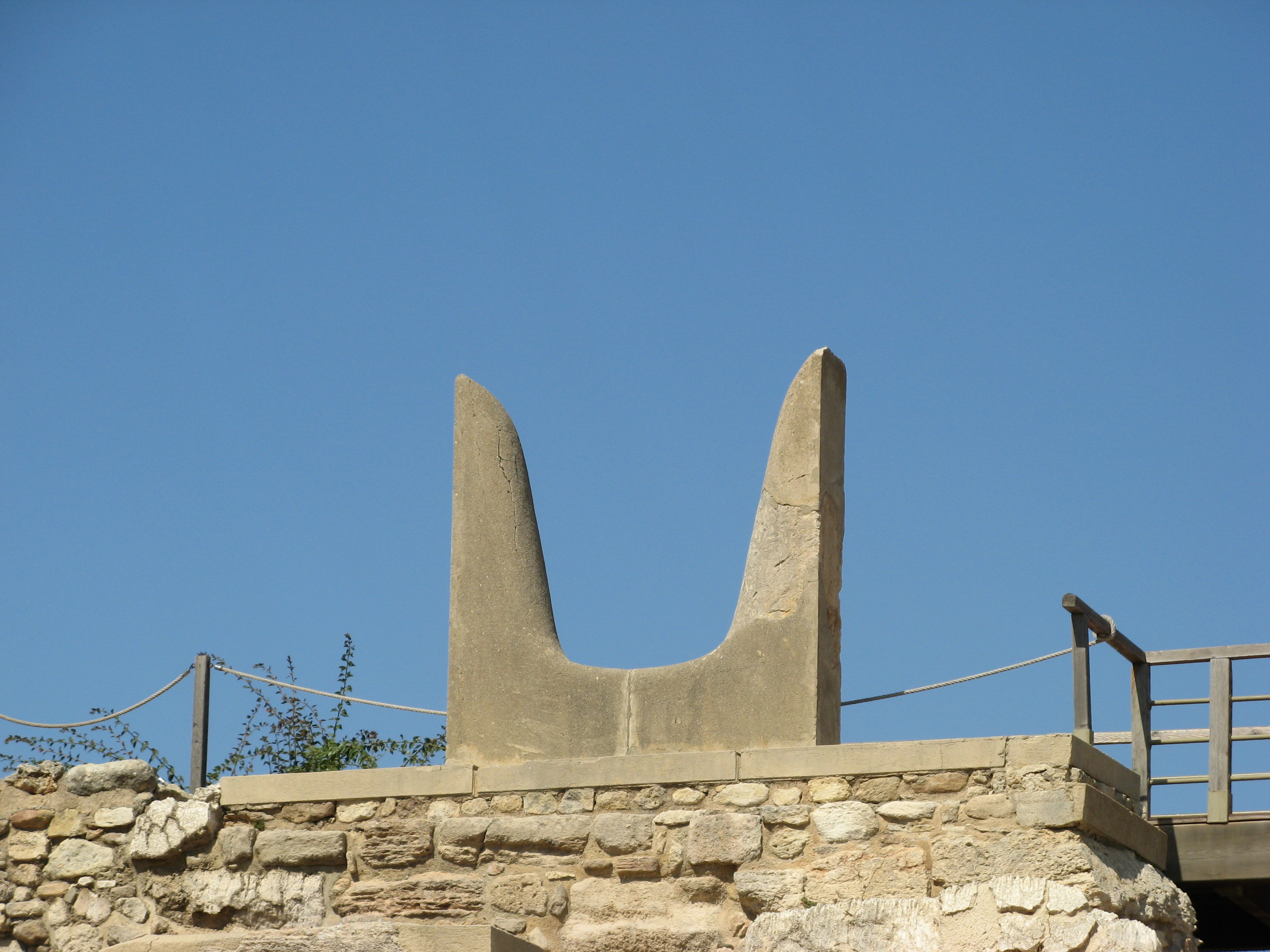
Los llamados «cuernos de consagración», palacio de Cnosos.

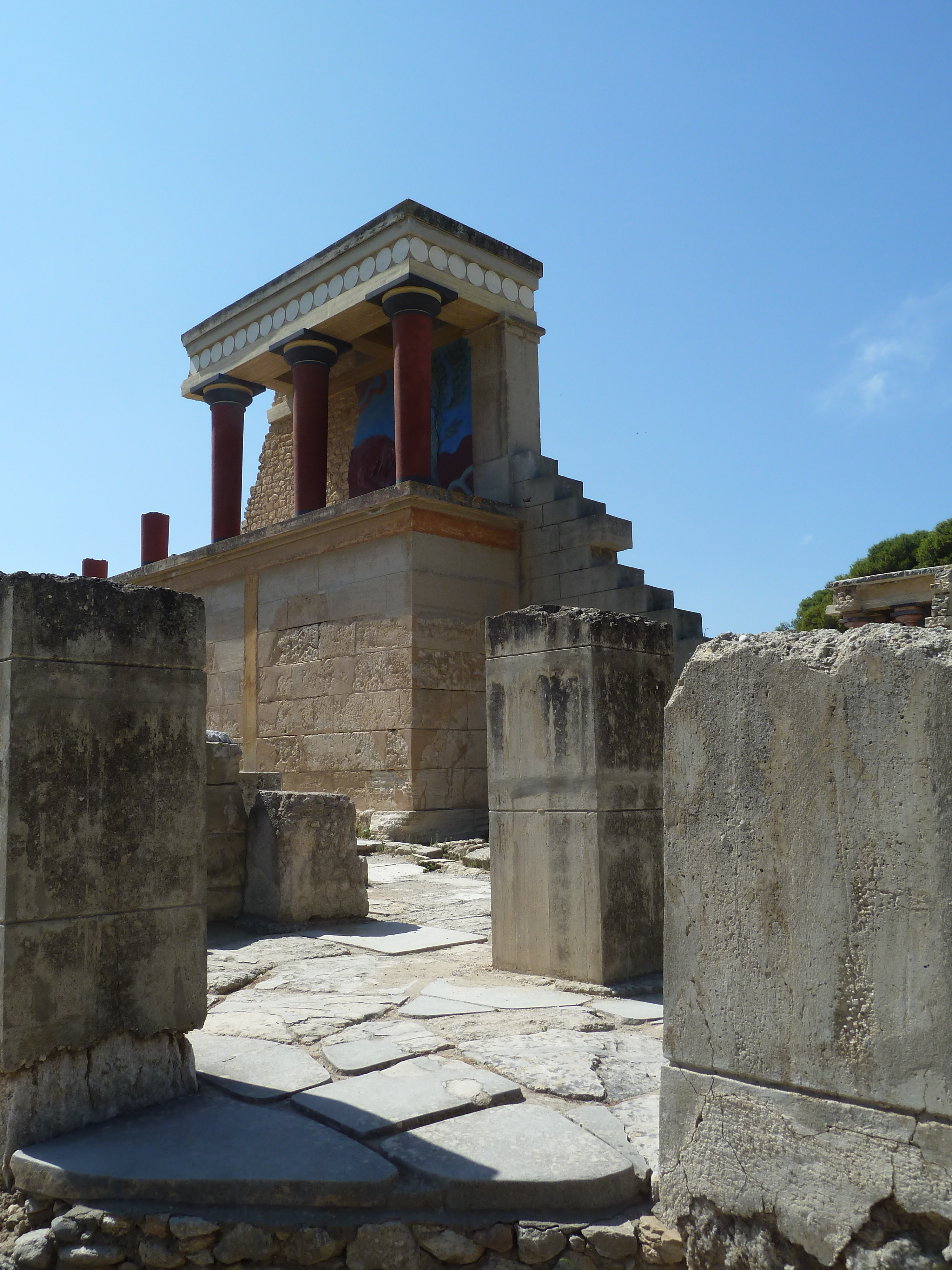
Reconstrucción del aspecto del palacio de Cnosos.

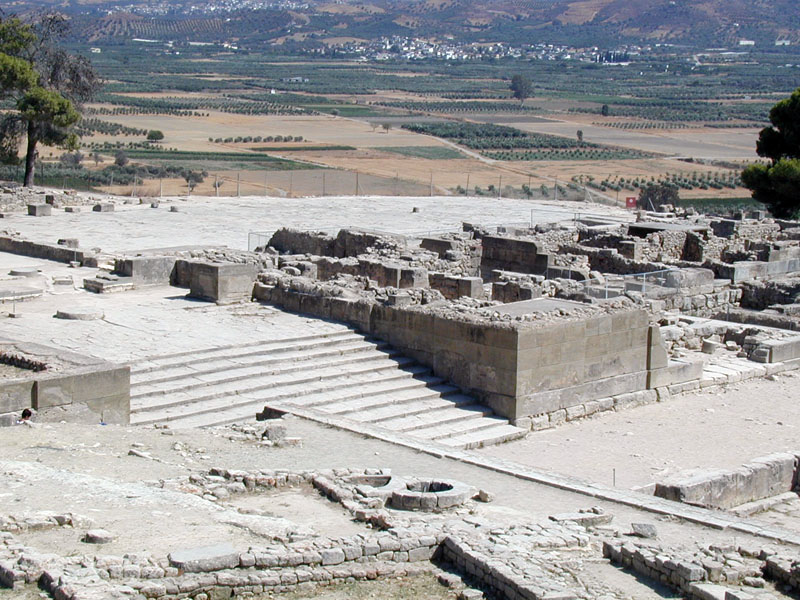
Entrada oeste del palacio de Festo.

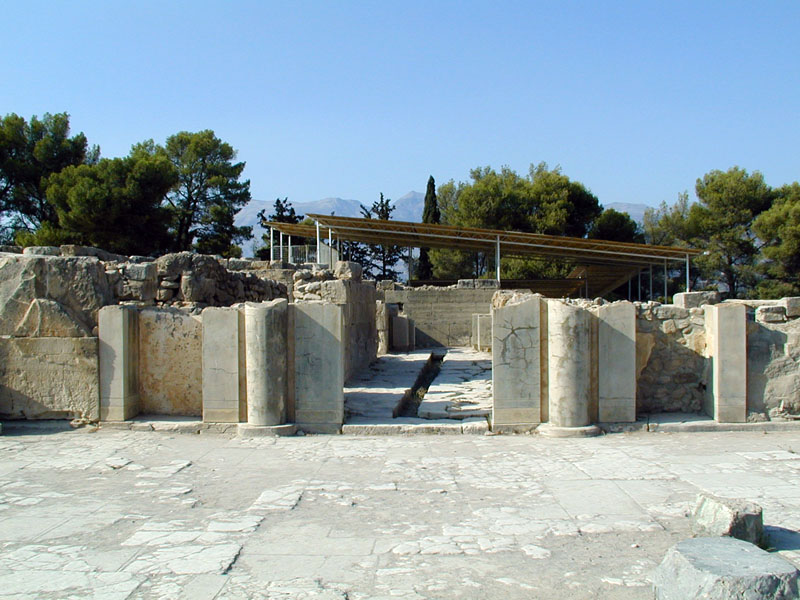
Pórtico del ala principal del palacio de Festo.

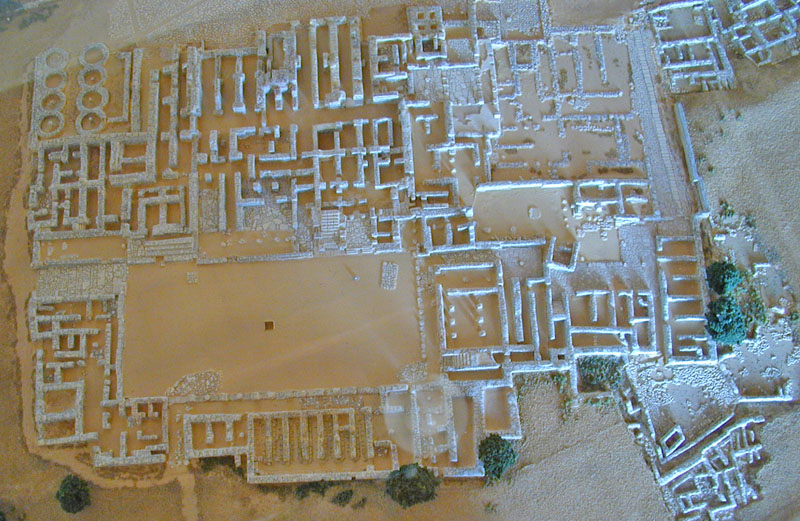
Maqueta de las ruinas del Palacio de Malia.

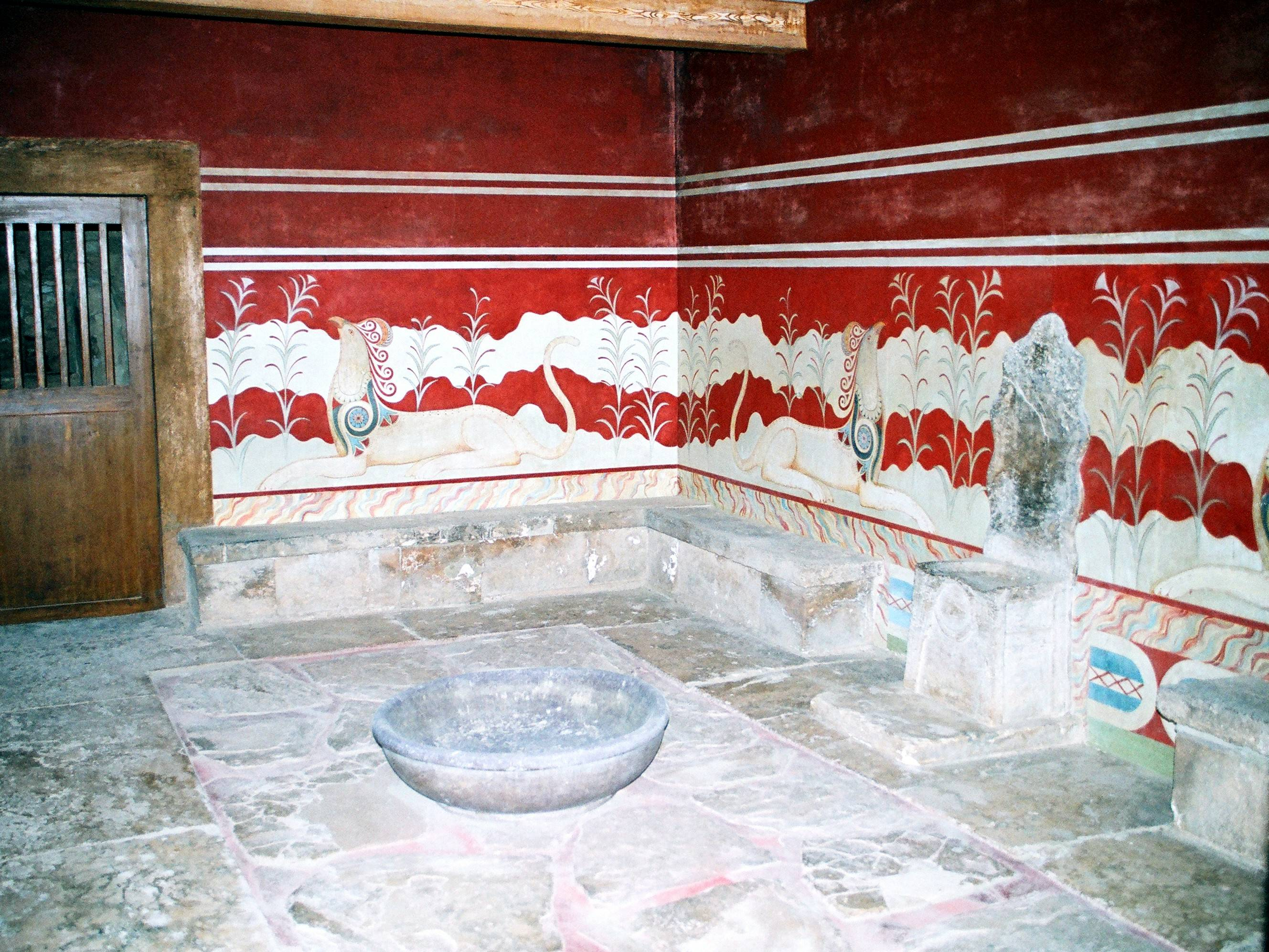
Reconstrucción del salón del trono del palacio de Cnosos.

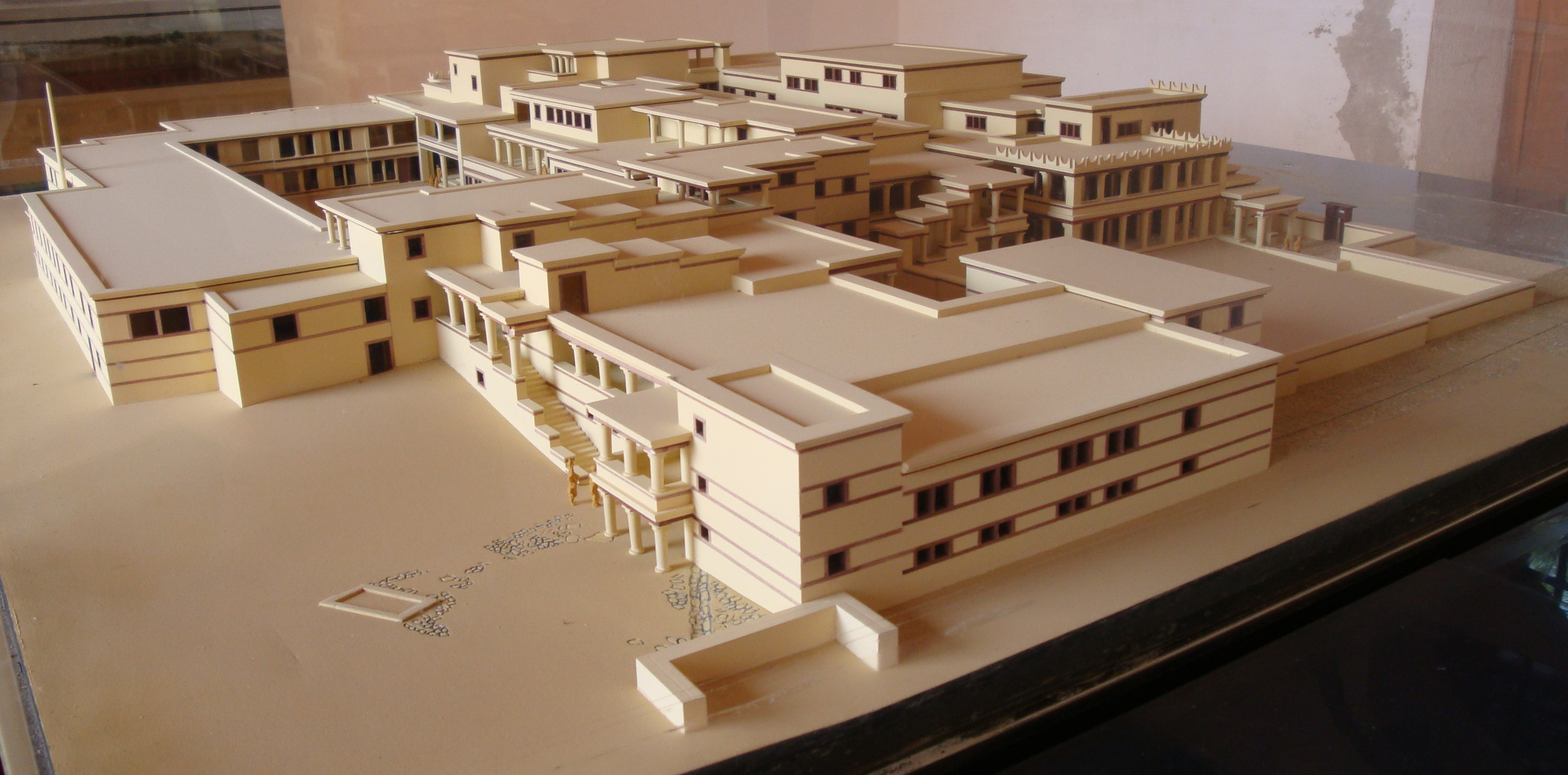
Maqueta que reconstruye el aspecto probable del palacio de Malia.

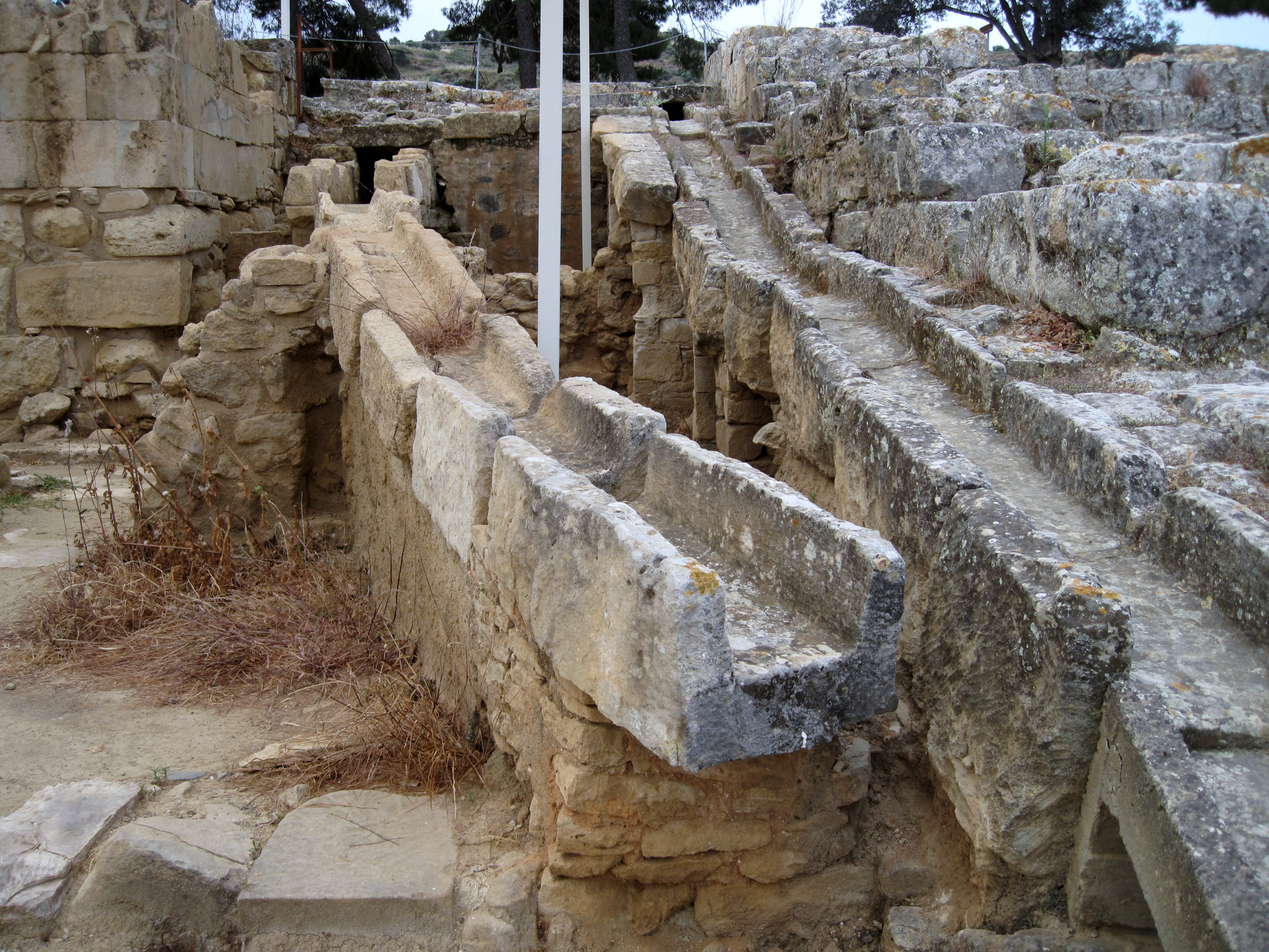
Infraestructura hidráulica del palacio de Hagia Triada.

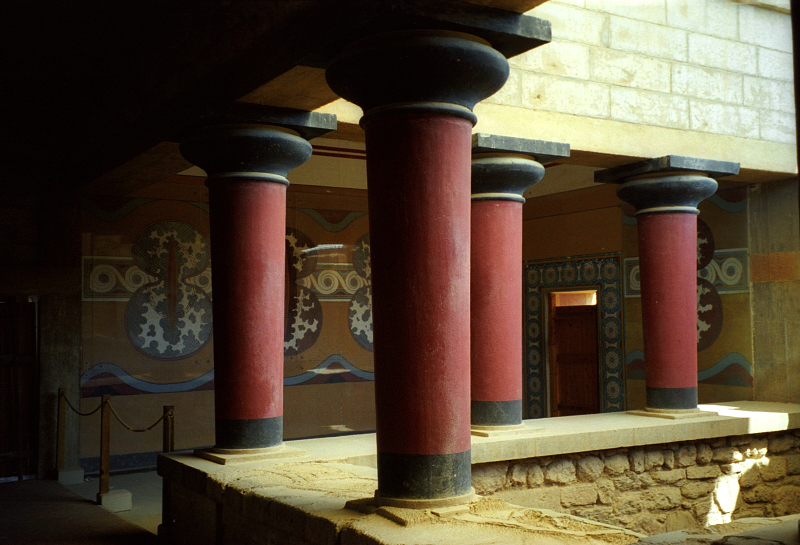
Reconstrucción del aspecto de un patio interior del palacio de Cnosos.

### Palacios
A partir de 1900 el inglés Arthur Evans excavó las ruinas de Cnosos. Las de Festo y Hagia Triada fueron excavadas en la misma época por la Scuola Archeologica Italiana di Atene, dirigida por Federico Halbherr y Luigi Pernier. Las de Malia fueron excavadas a partir de 1915 por Iosif Hatzidakis, y posteriormente por la Escuela de Arqueología Francesa de Atenas. Las excavaciones de Zakros fueron iniciadas por D. G. Hogarth, de la British School of Archaeology at Athens, que las abandonó sin identificar los restos principales, hallados por Nikolaos Platón en 1961.
En los cinco lugares se hallaron restos de lo que los arqueólogos denominaron «palacios»: estructuras palaciales complejas, sin murallas defensivas, edificadas con piedra escuadrada y una estructura interna en torno a grandes patios y diferentes salas decoradas con pinturas al fresco, salas-almacenes con enormes tinajas, escaleras monumentales y soberbias plataformas. 
Las ciudades minoicas estaban conectadas con caminos pavimentados de piedra, formados por bloques cortados con sierras de bronce. Las calles tenían alcantarillado y las instalaciones de aguas residuales estaban disponibles para las clases altas, mediante tuberías de arcilla.
Los muros inferiores eran construidos con piedra y escombros, y los muros superiores de adobe. Techos de madera sujetaban los tejados, de tejas planas. Había en cada palacio un vestíbulo y una gran sala para recepciones o asambleas que los griegos llamaban megaron. Las columnas figuraban en el vestíbulo y sala principal como soportes secundarios, siendo los primarios gruesos muros y en todo caso consistieron en soportes cuadrados o en columnas de madera las cuales disminuían de diámetro en la parte inferior y se coronaban con un capitel anular sencillo. Entre todos ellos, es célebre el edificio de Cnosos, que Evans llamó "Palacio de Minos" o "del Laberinto" (como si allí hubiese estado la corte del mítico rey Minos que ordenó construir el laberinto de Creta) y luego fue conocido como "Palacio del Hacha" o "del Hacha Doble" (labrys) porque se observa, esculpida por todas partes, en relieve o en bulto, esa doble hacha a la cual muy probablemente se le daba culto. Todos esos edificios, junto con los primeros teatros (semejantes a los posteriores de diseño griego) que también allí se descubrieron pertenecen a los tiempos de mayor apogeo de la civilización minoica, hacia el siglo XVII a. C. y fueron destruidas por una invasión micénica hacia el año 1400 a. C..
Los primeros palacios fueron construidos al final del minoico inicial en el tercer milenio a. C. (Malia). Mientras que antiguamente se creía que la fundación de los primeros palacios fue simultánea y se databa alrededor del 2000 a. C. (la fecha del primer palacio en Cnosos). Actualmente se propone que los palacios fueron construidos durante un período más largo, en ubicaciones diferentes, en respuesta a los desarrollos locales. Los principales palacios más antiguos son Cnosos, Malia y Festo.
Los palacios cumplieron una plétora de funciones: sirvieron como centros de gobierno, sedes administrativas, santuarios, talleres y espacios de almacenamiento (por ej. para cereal). Estas diferencias podrían haber parecido artificiales a los minoicos.
El uso del término "palacio" para los palacios más antiguos, representando una residencia dinástica y sede del poder, ha sido blanco de la crítica, y el término "edificio del tribunal" ha sido propuesto en su lugar. Sin embargo, el término original está probablemente demasiado bien arraigado para ser reemplazado. Las características arquitectónicas que han sido usados definir la arquitectura palaciega son el uso de mampostería y sillares, ortostatos, columnas, salas de audiencias públicas o tribunales, escaleras, etc.
La creencia convencional de que los palacios más recientes reconstruyeron los más antiguos, puede estar escondiendo las diferencias funcionales fundamentales. La mayoría de los palacios más antiguos tenían solamente una planta y no fachadas representativas. Tenían forma de U, con un gran patio central, que en general es más pequeño en los palacios posteriores. Los últimos palacios se caracterizaron por la multiplicación de los edificios y la construcción en varias plantas. Las fachadas del oeste se realizaban con sillares de arenisca. Cnosos es el ejemplo mejor conocido.

### La columna minoica
Una de las contribuciones más notables de los minoicos a la arquitectura es su columna característica, más ancha en la parte alta que en la parte inferior. Se la suele denominar columna minoica o "invertida", porque la columna griega es más ancha en la parte intermedia inferior (la éntasis, que crea una ilusión de mayor altura). Las columnas cretenses estaban también hechas de madera, y eran generalmente pintadas de rojo. Se elevaban sobre una simple basa de piedra y se remataban con un capitel en forma de moldura redonda, de aspecto similar a una almohada.

### Arquitectura funeraria
Durante el periodo prepalacial (3000 a. C.-2000 a. C.) se conocen lugares de enterramiento en los que se practica el rito de la inhumación. Se han encontrado tumbas excavadas en la roca y estructuras circulares (tholos) con un basamento circular de piedra y una cubierta vegetal. También hay tumbas en cistas y silos de esta época, generalmente de carácter colectivo. Durante el periodo paleopalacial (2000 a. C.-1700 a. C.) se evolucionarán las tumbas de planta circular, prestando más atención a los ajuares funerarios en las vasijas de enterramiento.
En el periodo neopalacial (1700 a. C.-1400 a. C.) la forma más común será la tumba-edificio, que constaba de una serie de habitaciones en las que se depositaba el ajuar funerario (como la tumba real de Isopata) o la llamada tumba-templo, en la que un edificio religioso daba paso a un patio abierto al fondo del cual se abría una cripta. Sobre dicha cripta, una habitación columnada tendría la función de lugar de culto.

## Pintura mural

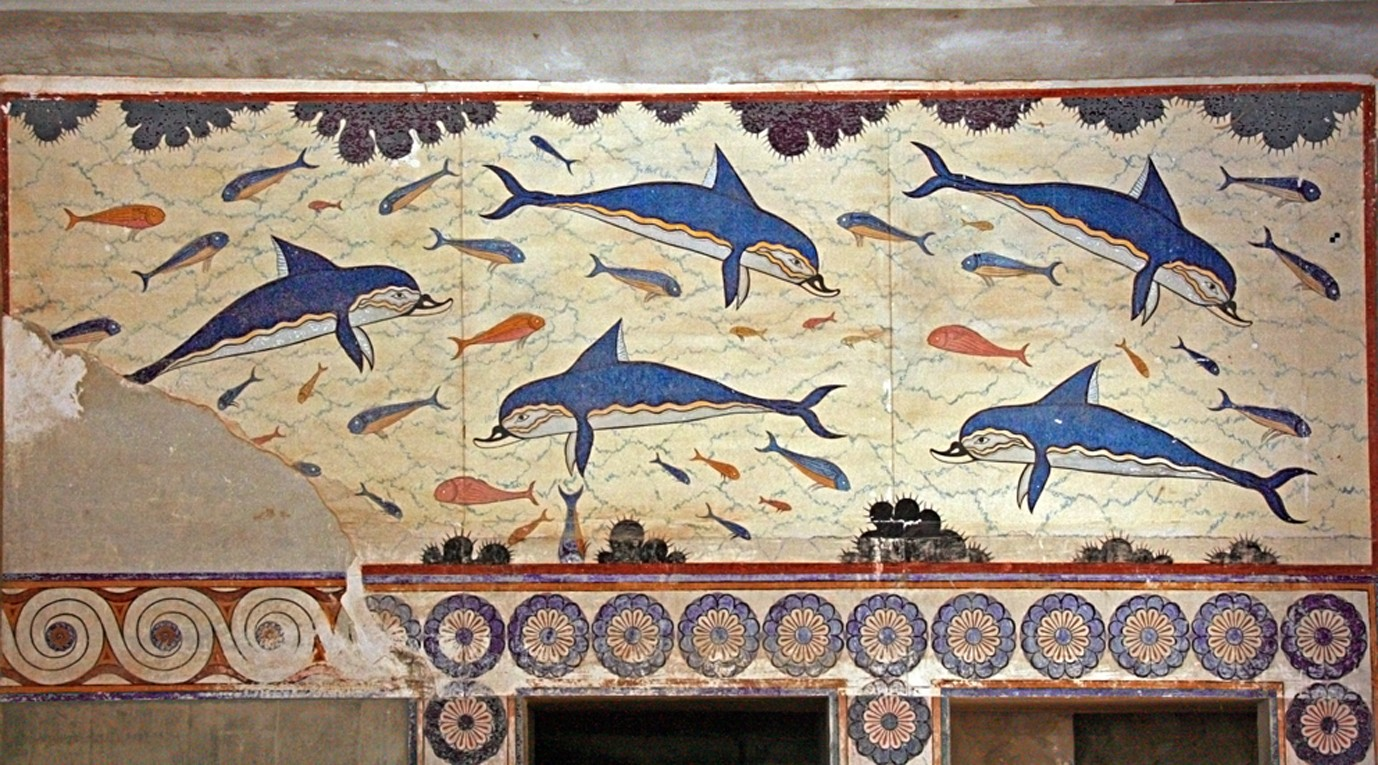
Delfines, de Cnosos.

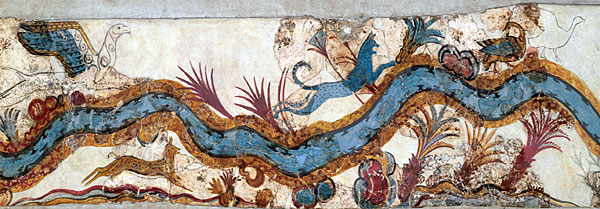
El río, de Akrotiri.

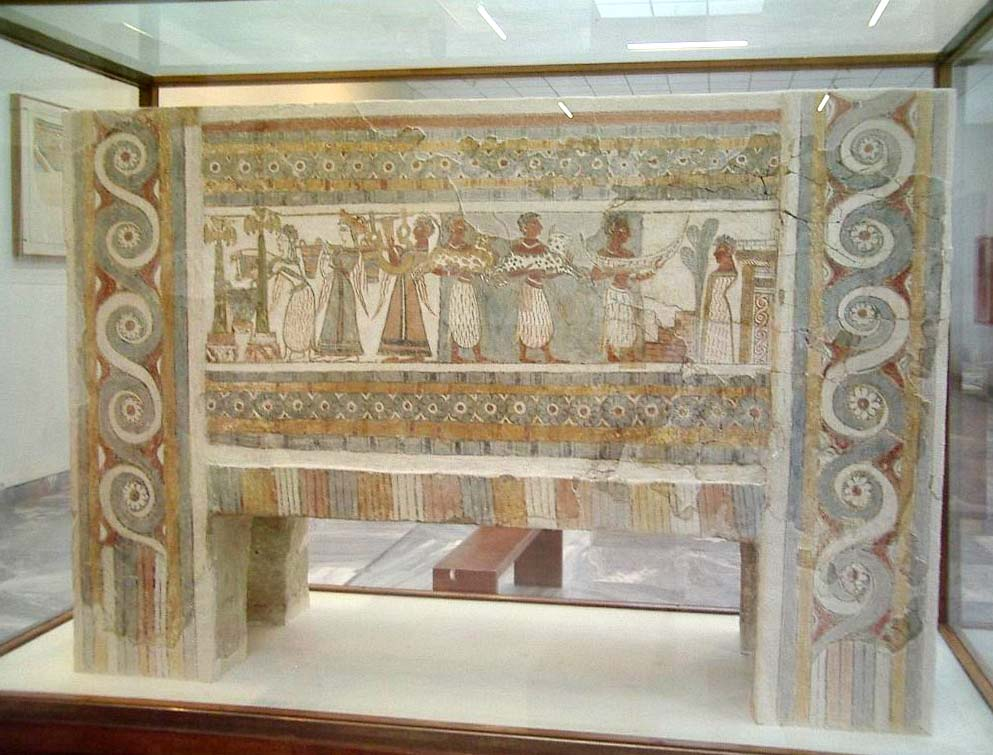
Sarcófago de Hagia Triada.

La pintura mural minoica se ha documentado en Creta y en las islas Cícladas, continuándose en Micenas. Se inició en el Neolítico, con yeso pintado con pigmentos rojos y negros, y se comenzó a desarrollar una técnica de fresco diferente de la que se empleaba en Egipto o el Oriente Próximo. En el periodo palacial se perfeccionó la técnica y se añadieron pigmentos azul, gris, amarillo y blanco; inicialmente sólo con decoración geométrica sobre fondos claros, tanto en paredes como en suelos. Fue en Cnosos donde se inició la decoración figurativa, primero con temas florales, y se hizo más compleja la paleta, añadiendo pigmentos naranja y verde, y oscureciendo los fondos. Los colores son planos y vivos, de gama reducida, conseguidos mediante pigmentos minerales. 
Los conjuntos más importantes proceden del palacio de Cnosos y de las casas de Akrotiri, en Thera. La mayoría de los conservados son del final del periodo neopalacial, entre 1600 a. C. y 1480 a. C..
La pintura figurativa se desarrolló a partir de precedentes egipcios, sin embargo desarrolló formas originales. Incluso se especula con la posibilidad de una influencia en sentido opuesto (los llamados "frescos minoicos de Tell el-Daba -Avaris-).
Se considera que la función de la pintura minoica sería fundamentalmente religiosa. En cuanto a la temática destacan las escenas de la vida religiosa o cortesana, así como los paisajes. Las figuras humanas representan a personas jóvenes, con hombres atléticos con la piel rojiza o anaranjada solo vestidos con taparrabos o faldellines cortos y mujeres pálidas vistiendo el traje típico de falda larga de volantes y corpiño que deja al aire los pechos. En los paisajes se representan plantas cretenses o, en ocasiones, egipcias. Los animales son representados en movimiento, con el llamado "galope minoico".
Las pinturas más conocidas han recibido denominaciones específicas: el fresco de los lirios (también llamado de las azucenas), de una villa de Amniso, el fresco de la taurocatapsia; los portadores de ofrendas y las decoraciones del Megaron de la reina (a base de delfines) o del Salón del trono de Cnosos,  (con grifos). Entre las figuras aisladas sobresalen La Parisienne, el príncipe de los lirios, el recolector de azafrán (el más antiguo descubierto, restaurado erróneamente con rasgos humanos, pero que originalmente representaría un mono azul —en Akrotiri hay unos recolectores de azafrán—), o el Pájaro azul.
Una de las últimas obras de la pintura cretense sería el sarcófago de Hagia Triada, en el que varios personajes realizan actos de culto, como sacrificios cruentos e incruentos, al son de instrumentos musicales.

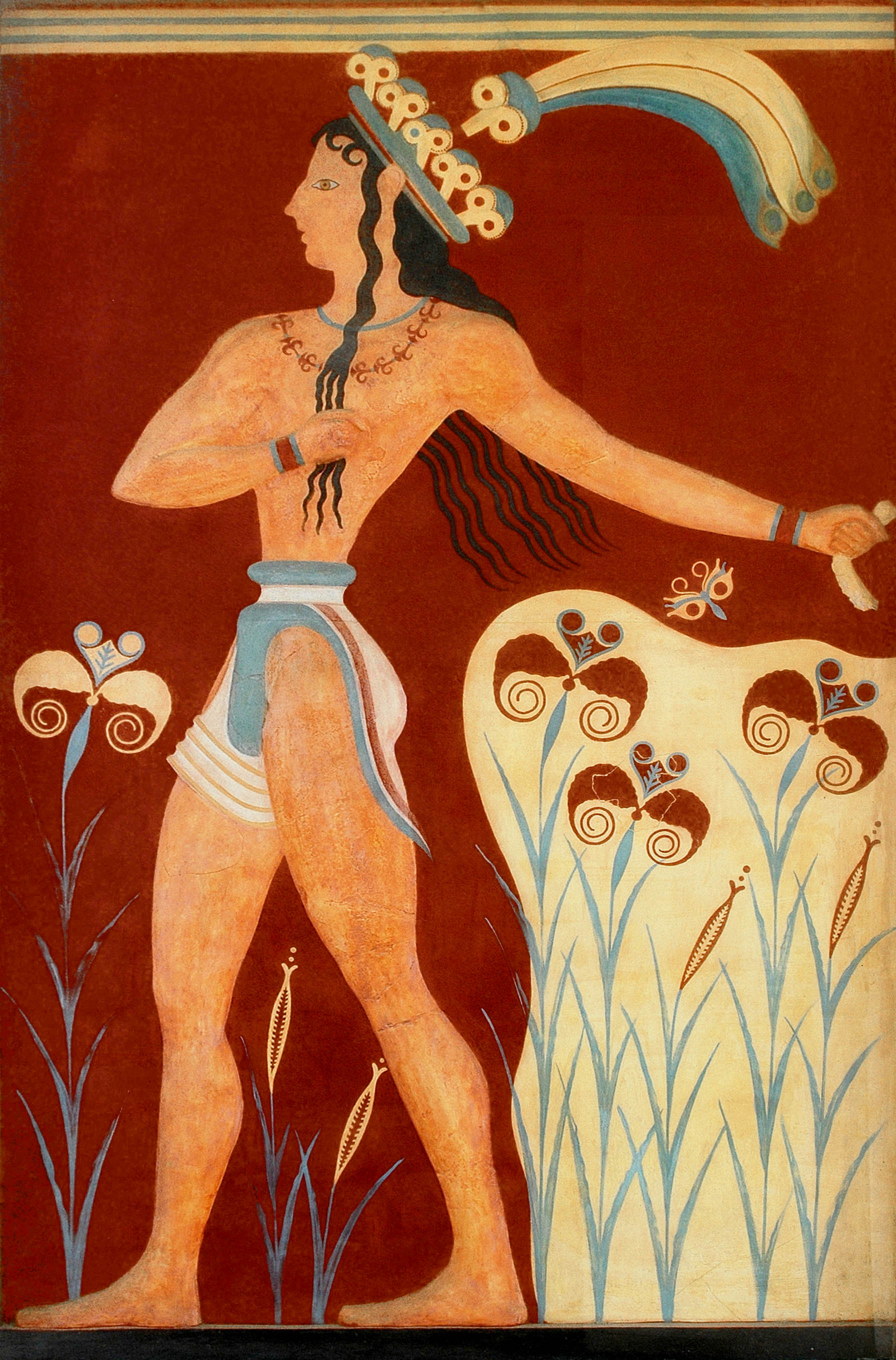
El príncipe de los lirios, de Cnosos.
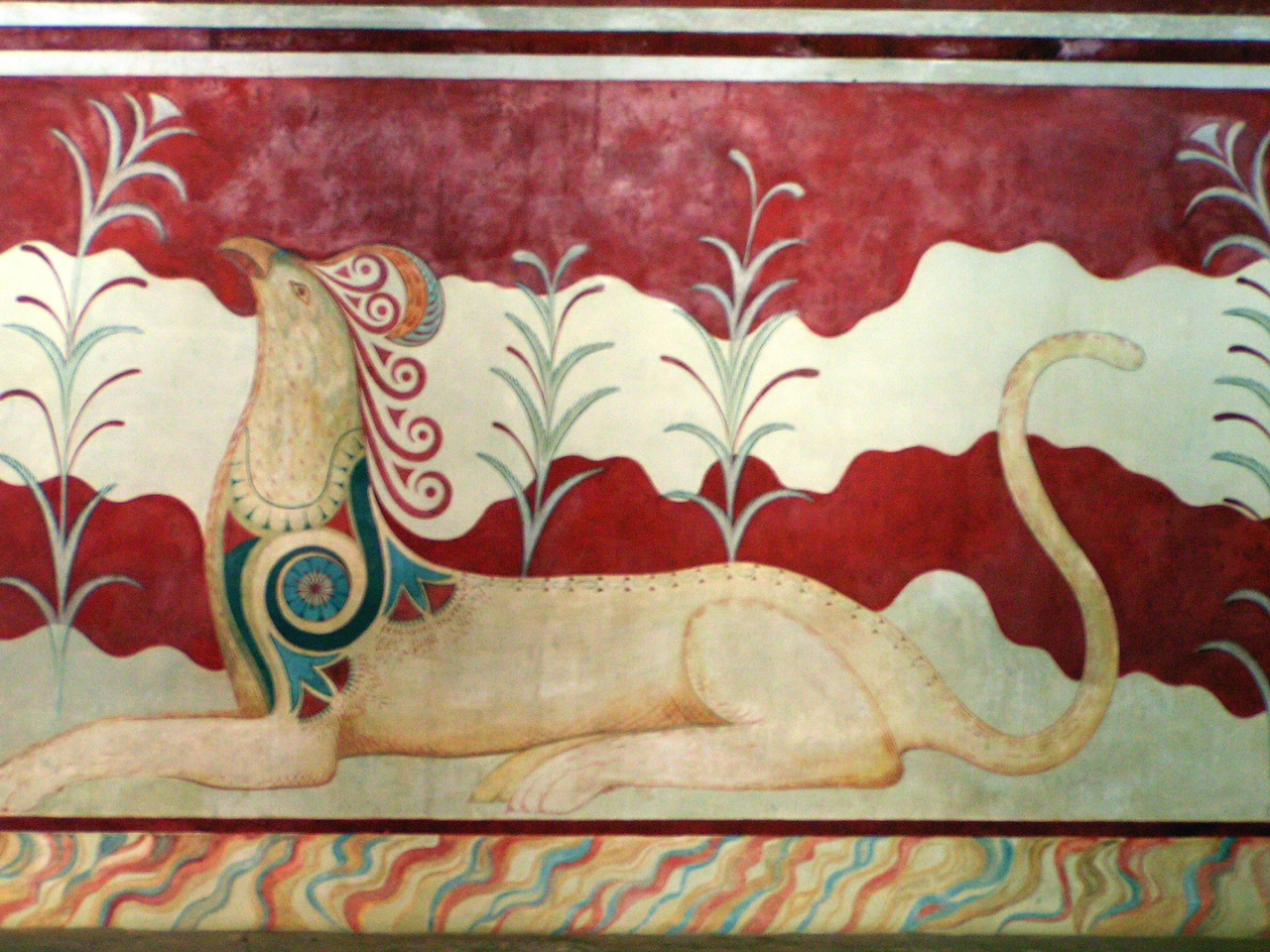
Grifo, de Cnosos.
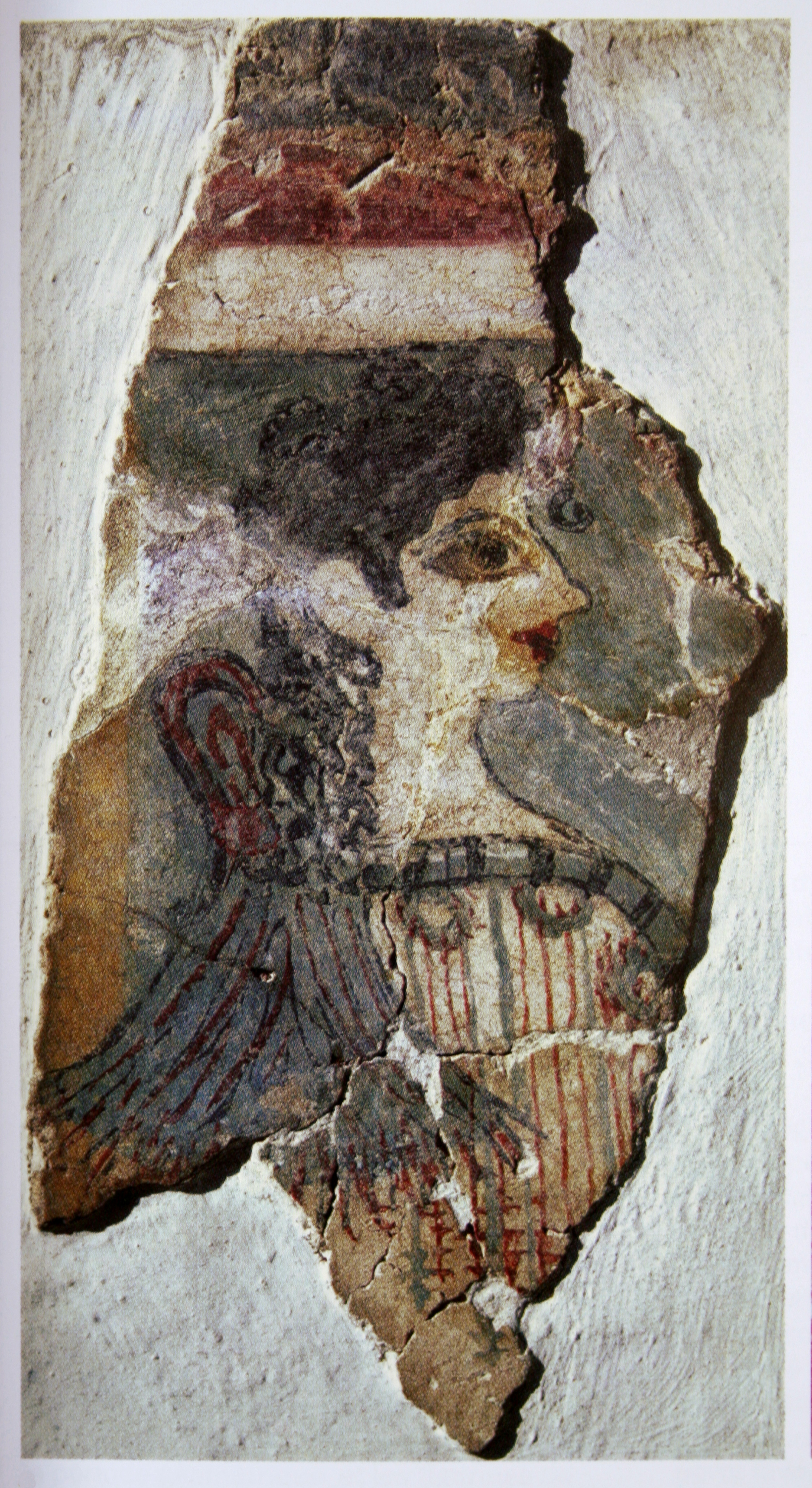
La Parisienne, de Cnosos.
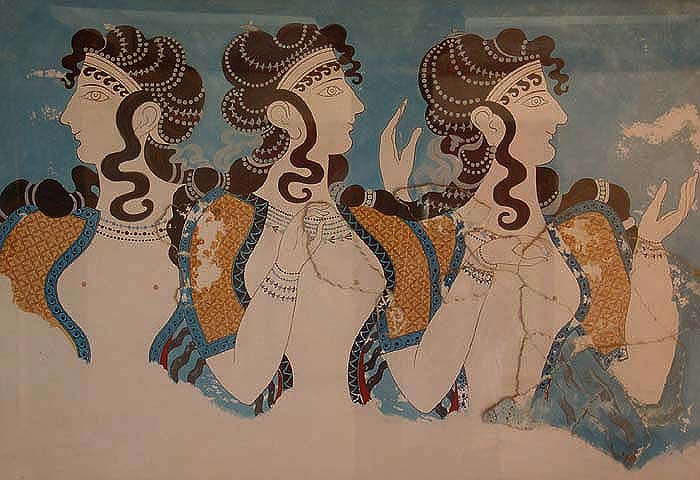
Las jóvenes de azul, de Cnosos.
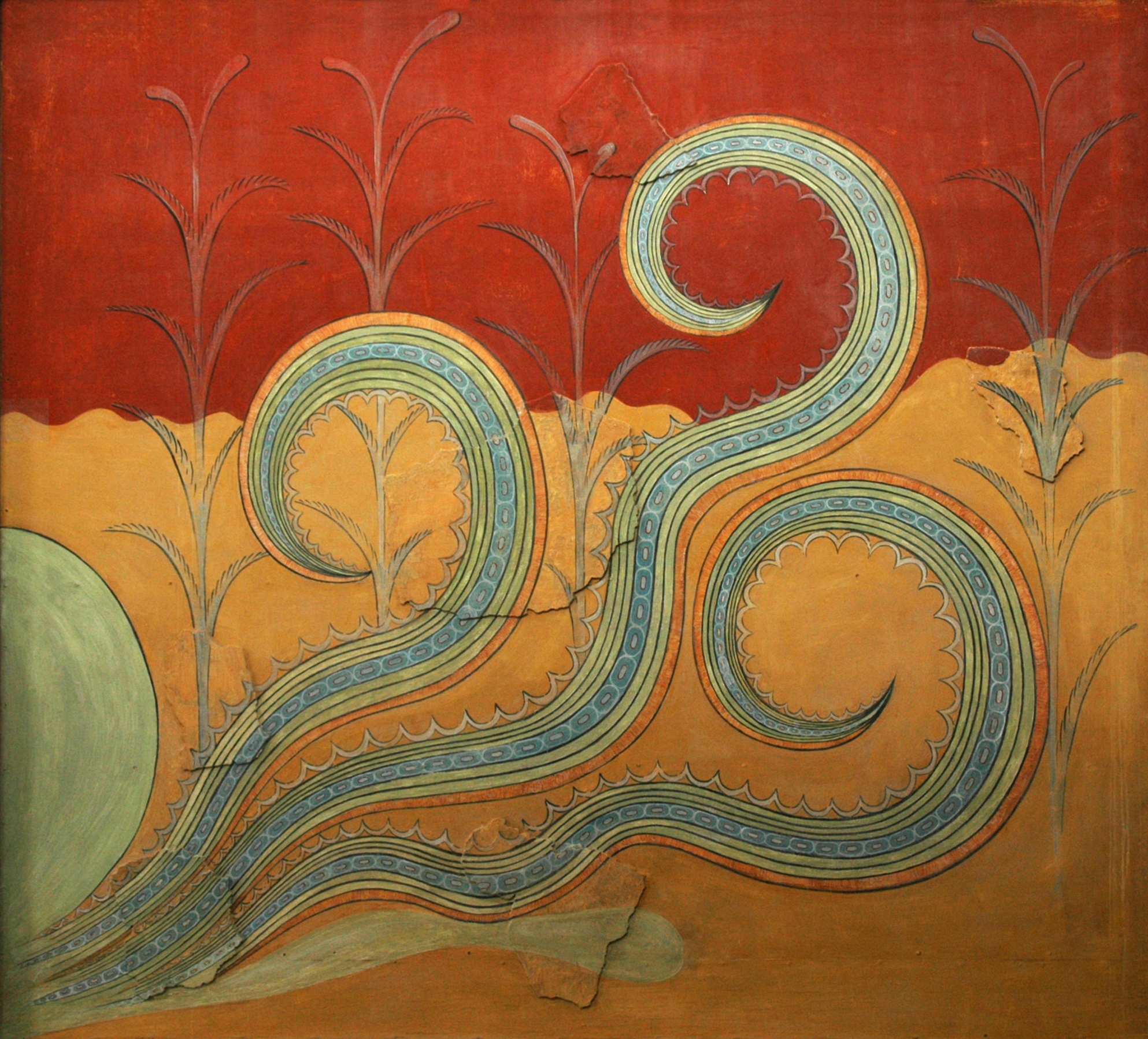
Detalle de la decoración de un friso, de Cnosos.
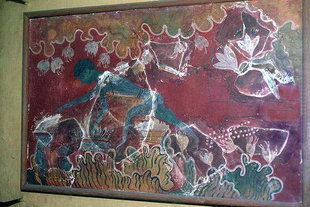
El recolector de azafrán, de Cnosos.

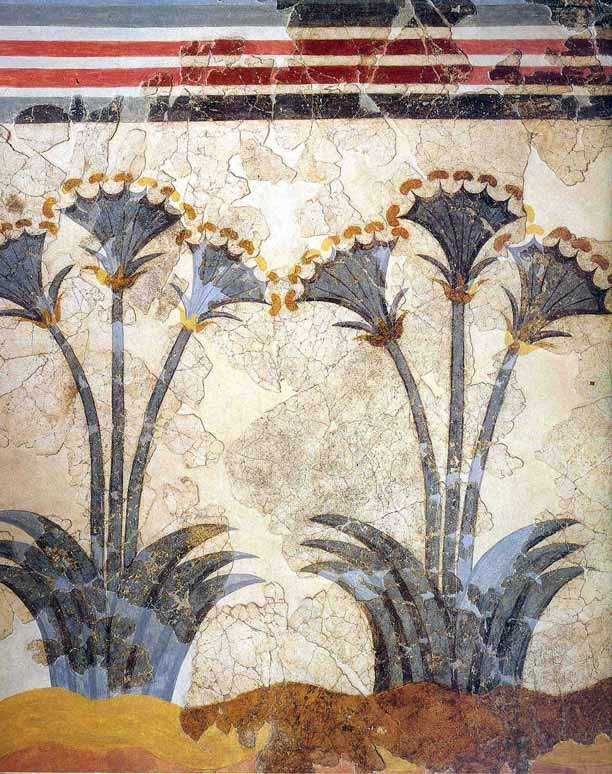
Papiros, de Akrotiri.
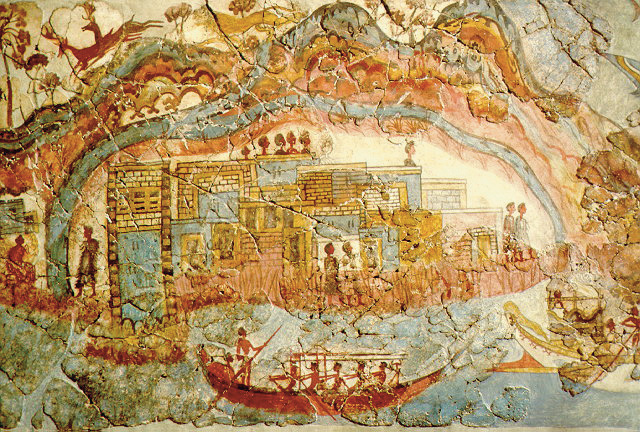
La ciudad, de Akrotiri.
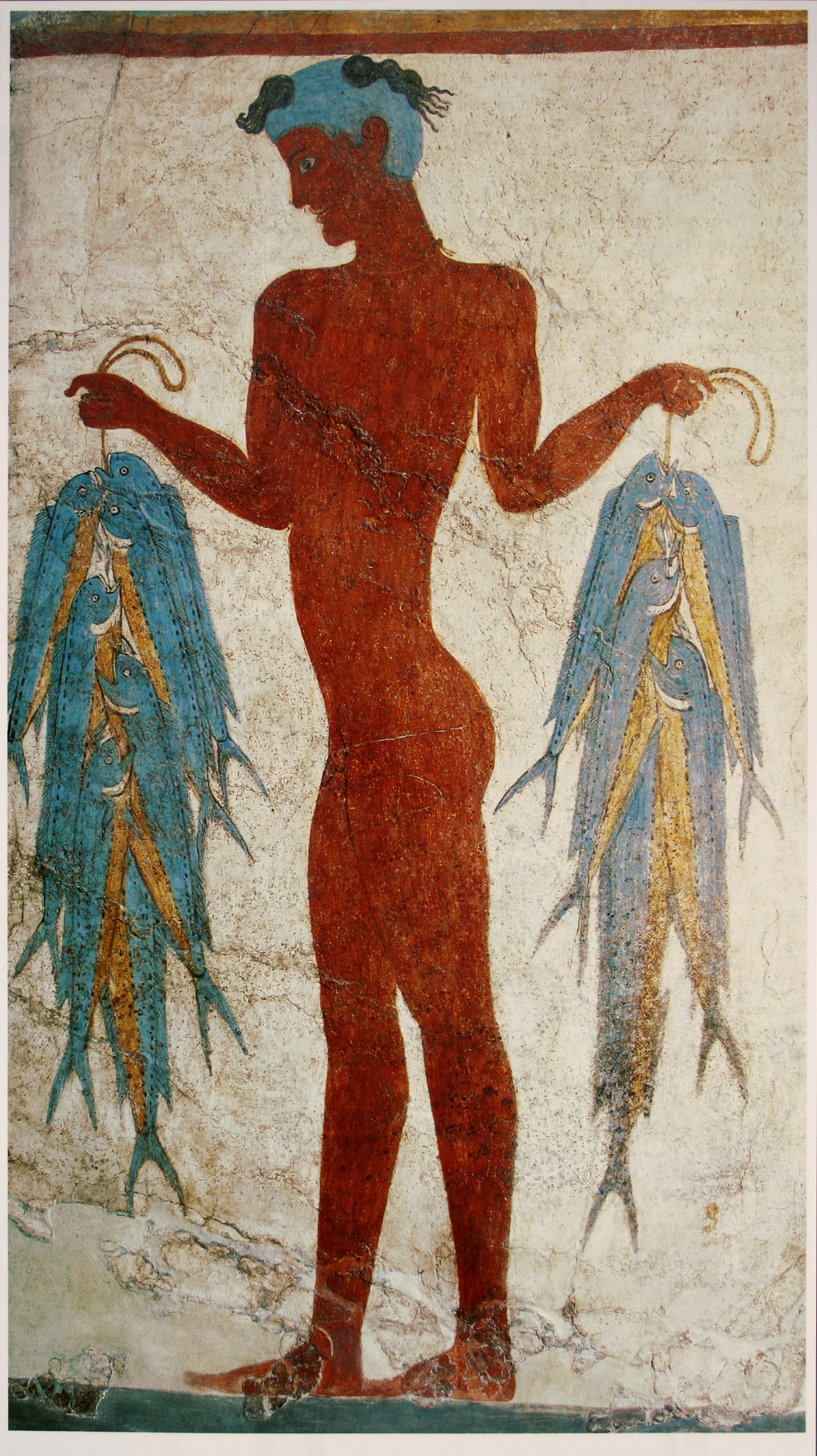
El pescador, de Akrotiri.
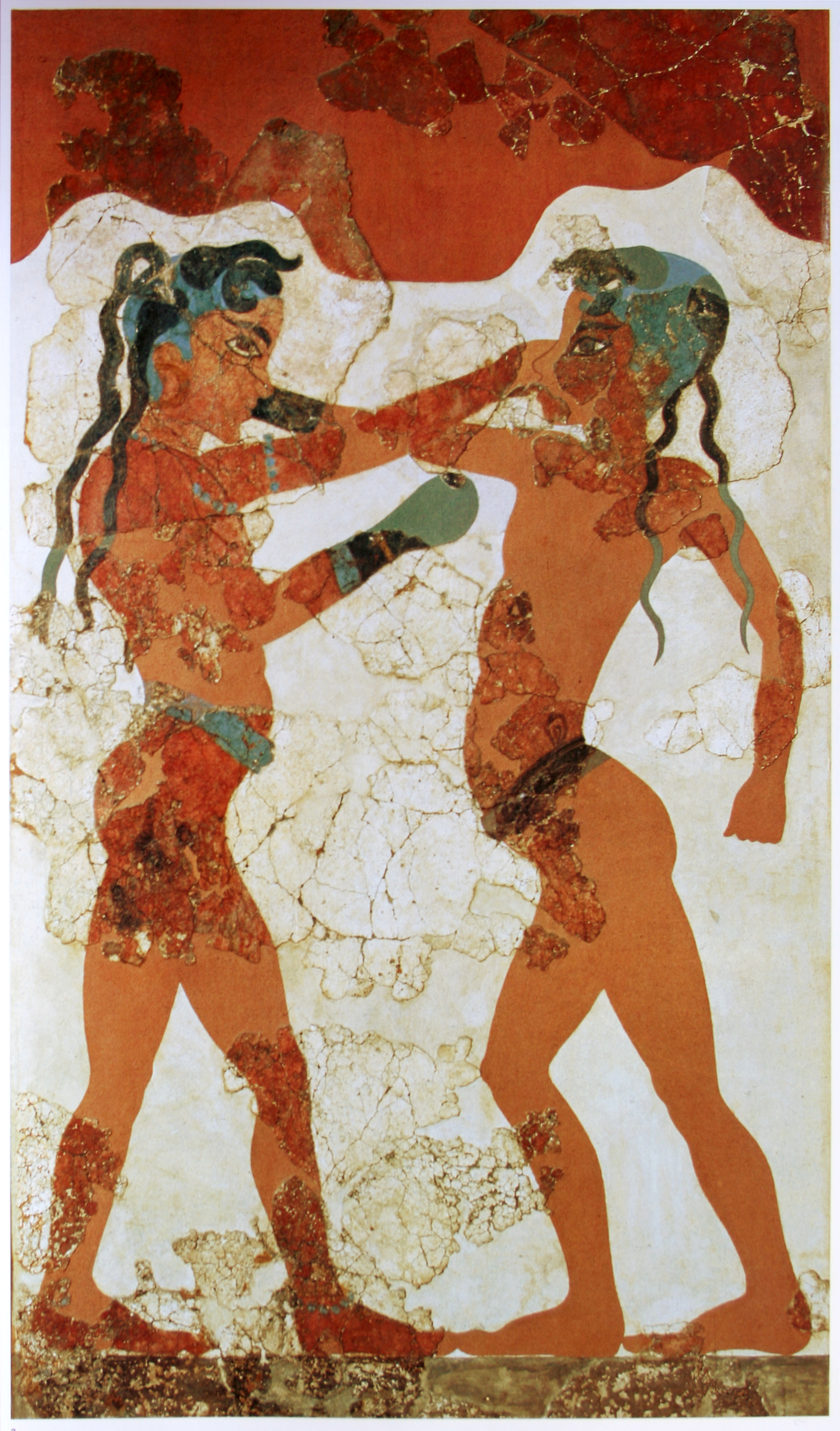
Los púgiles, de Akrotiri.
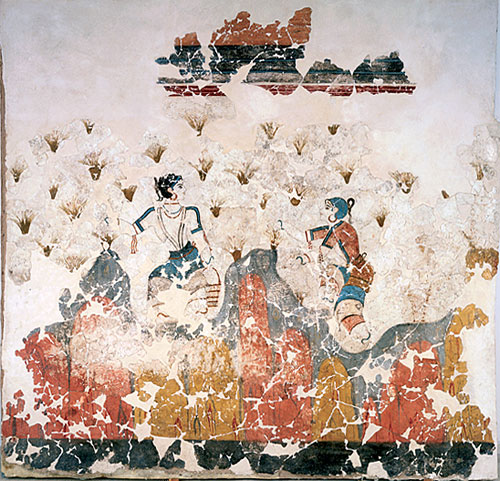
Los recolectores de azafrán, de Akrotiri.

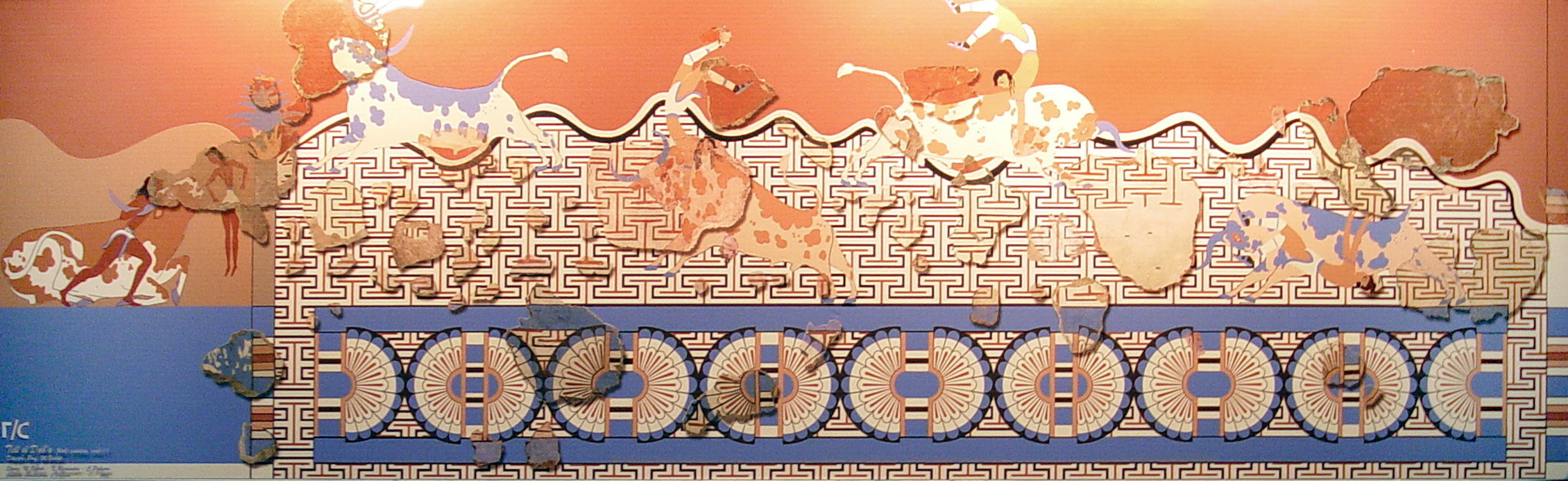
Frescos "minoicos" de Tell el-Daba.
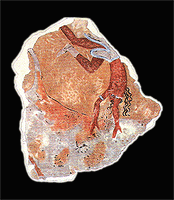
Fragmento de los frescos de Tell el-Daba.

## Cerámica

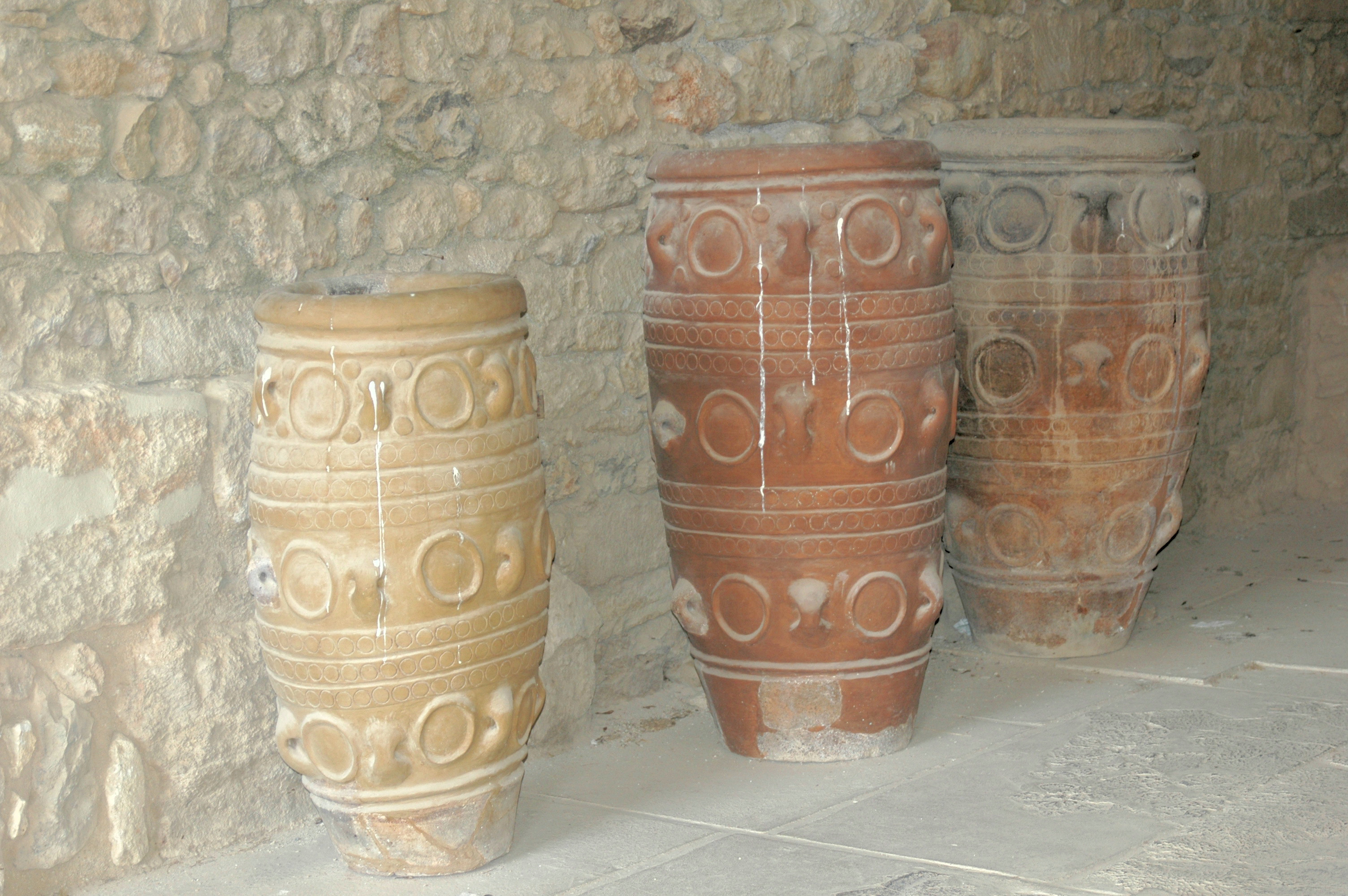
Pithos, vasijas del tipo tinaja, de Cnosos.

En el periodo minoico antiguo las cerámicas se caracterizan por dibujos lineales de espirales, triángulos, líneas curvas, cruces. En el periodo minoico medio los diseños naturalistas de peces, calamares, pájaros y lirios eran comunes. En el periodo minoico reciente, las flores y animales eran los más característicos, pero aumentó la variación. El estilo palacial de la región alrededor de Cnosos se caracterizó por una fuerte simplificación geométrica de los temas naturalistas y el monocromatismo. Son significativas las similitudes entre el minoico reciente y el arte micénico.

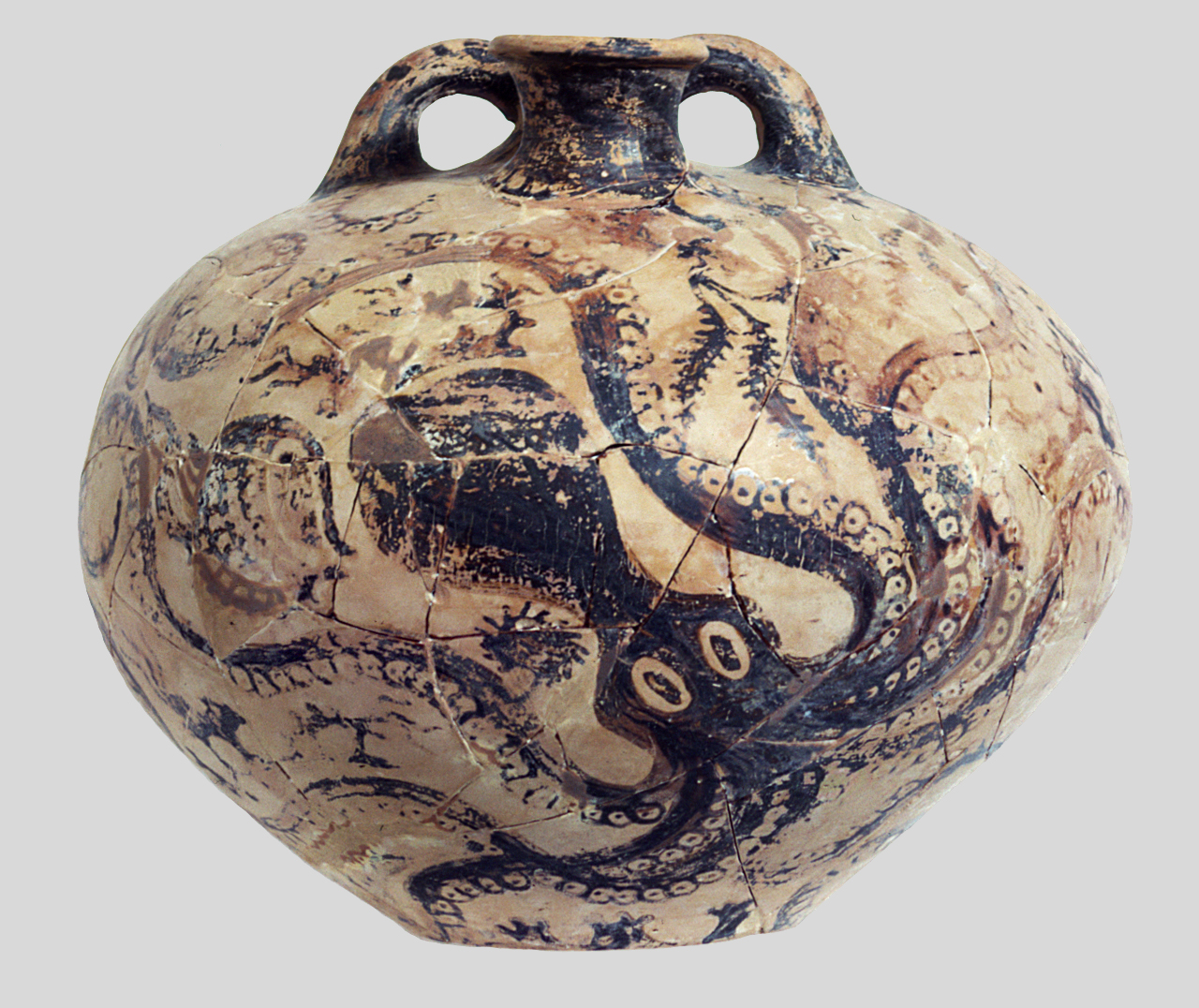
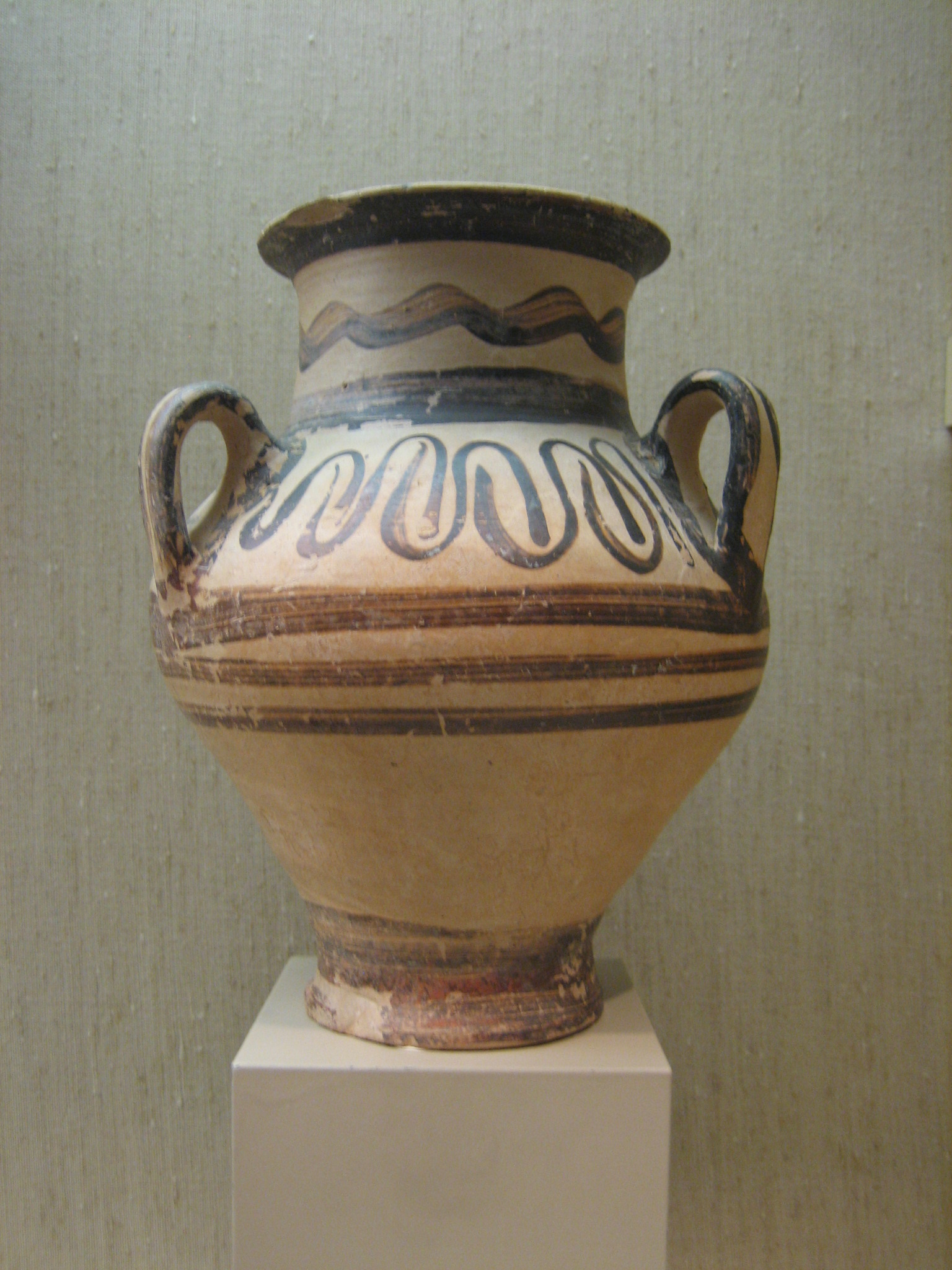
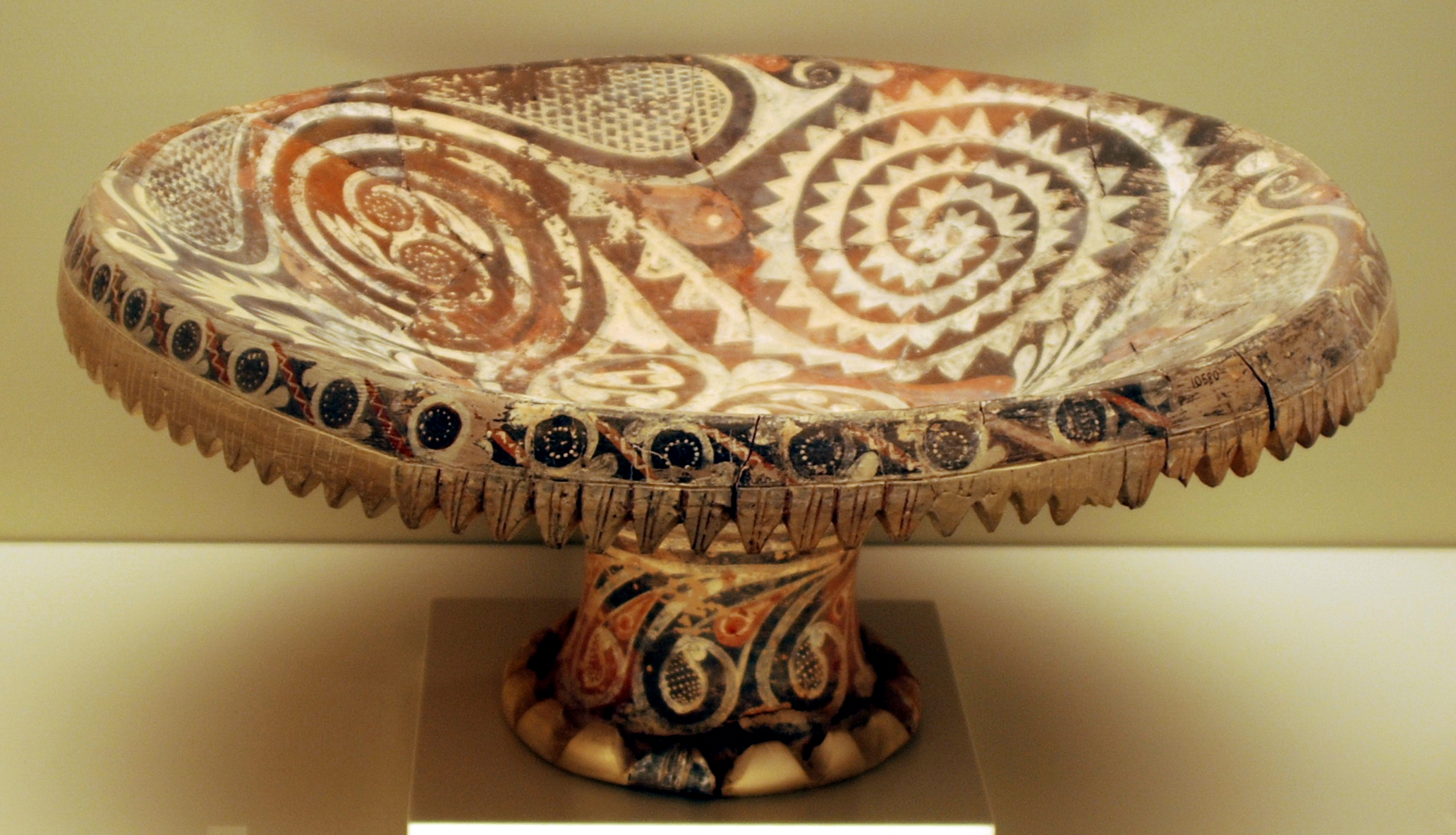
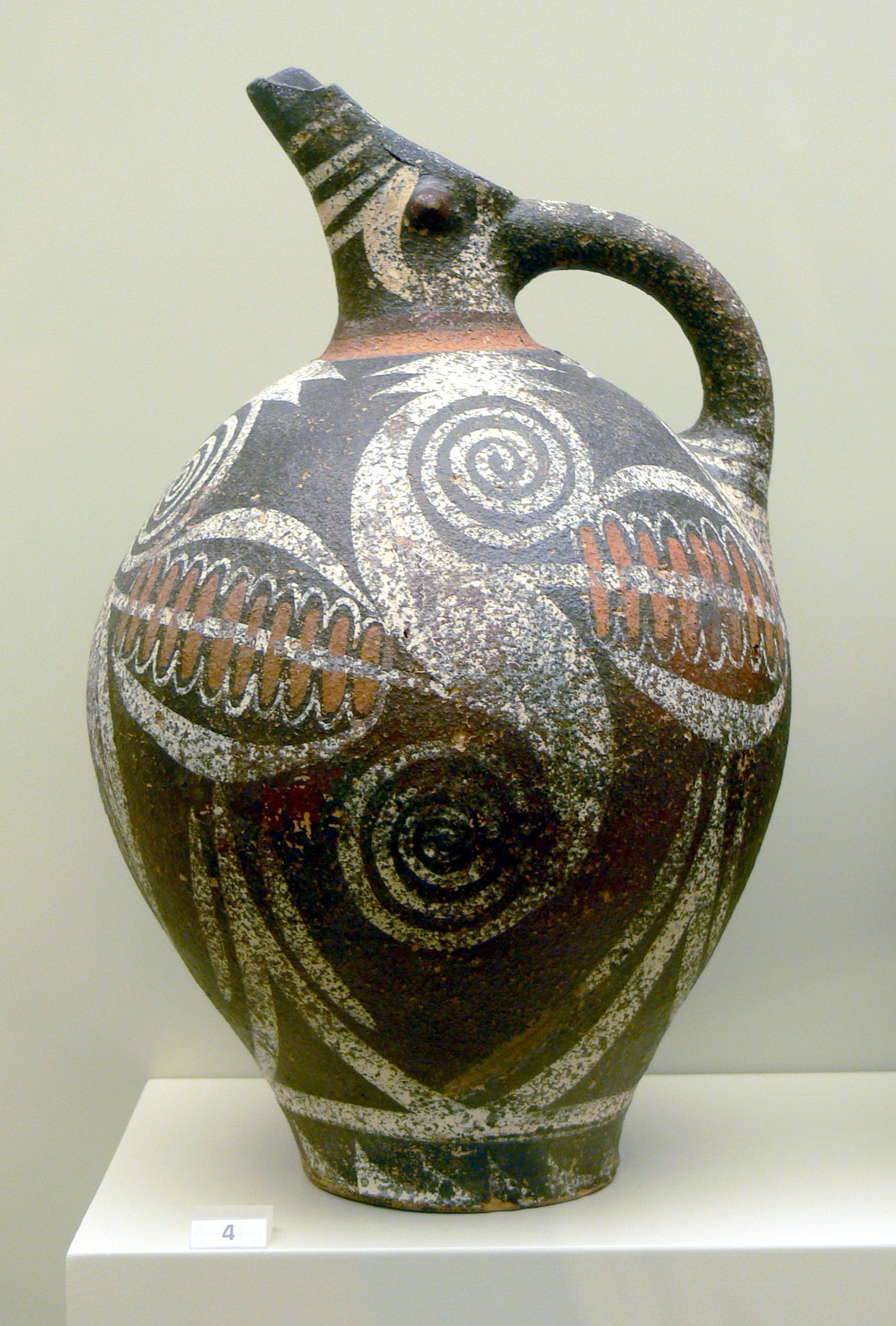
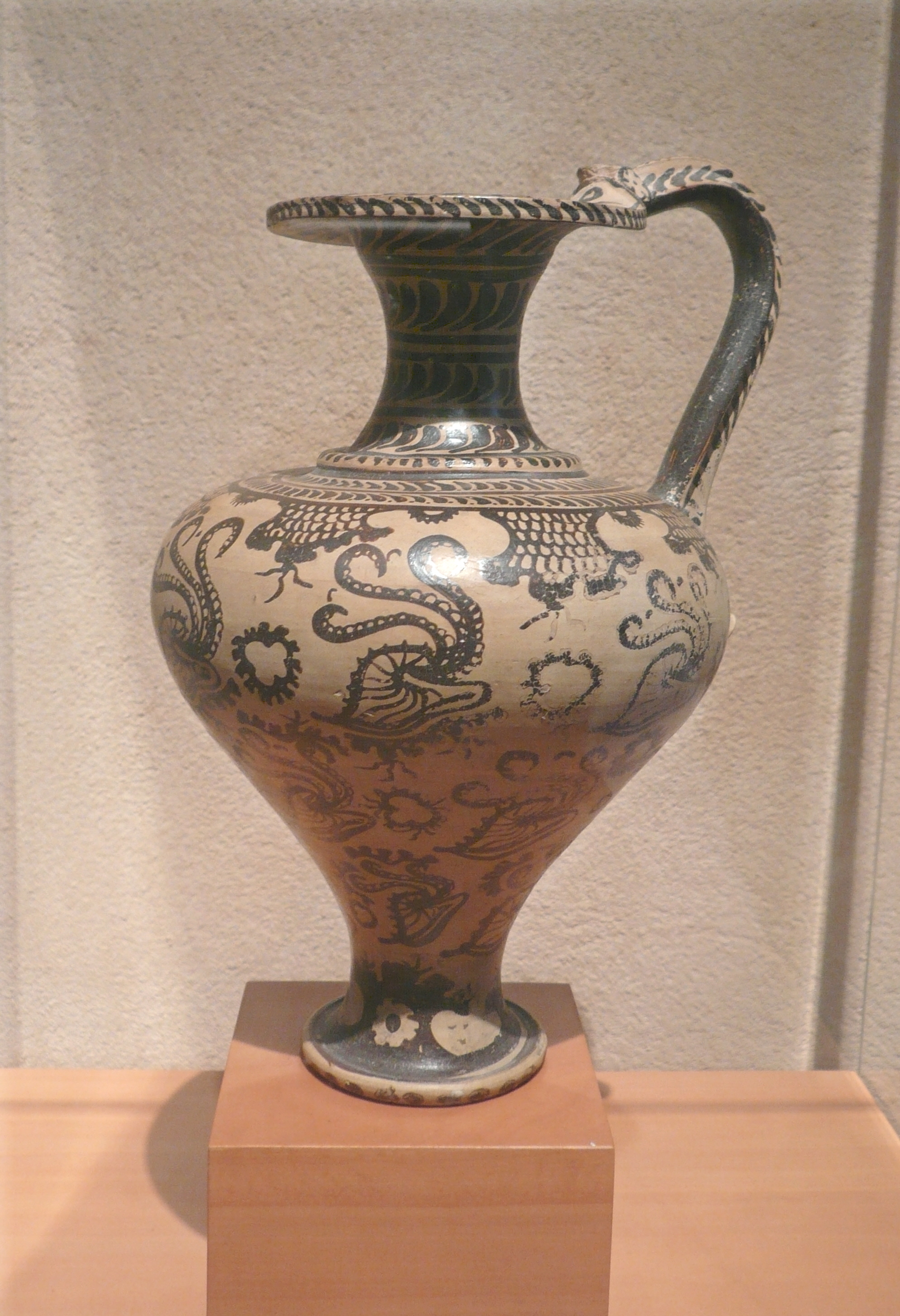
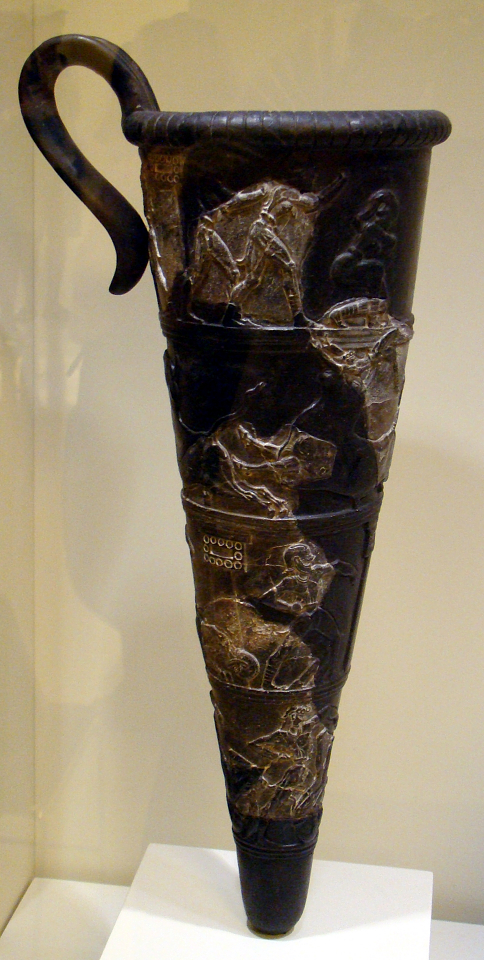
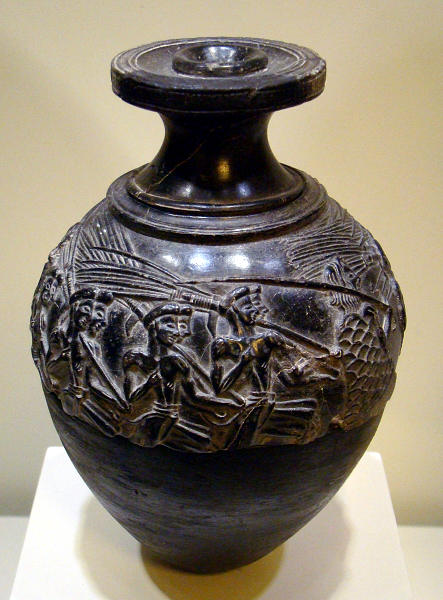
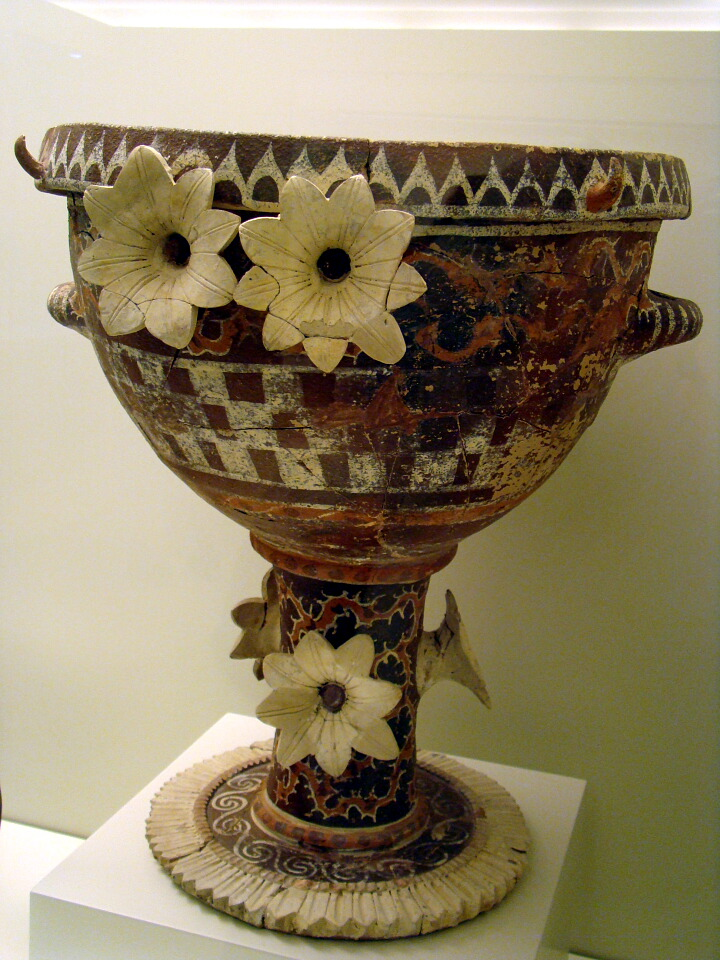

## Escultura y orfebrería

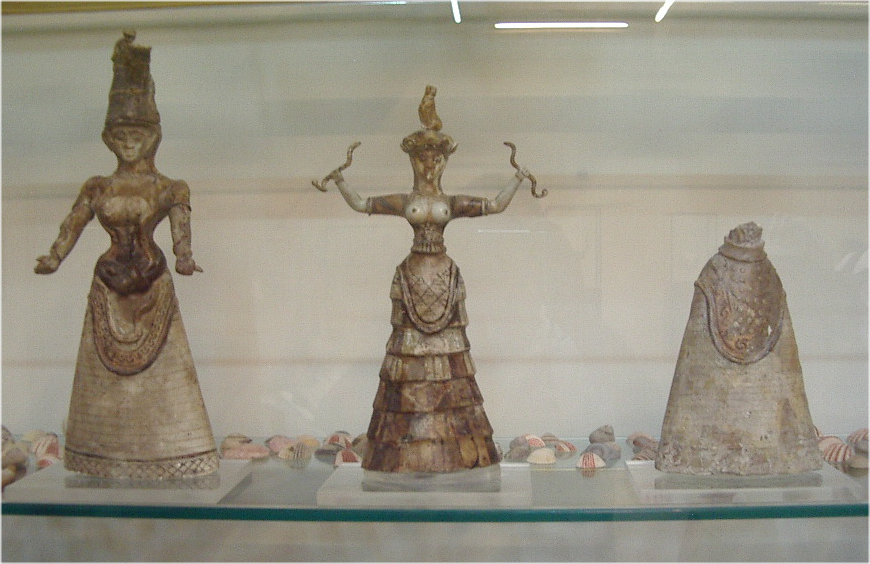
Diosas de las serpientes.

Durante el periodo prepalacial apenas hay indicios de escultura en Creta. Tan solo se han encontrado algunas figuras humanas bastante toscas, que podrían representar símbolos masculinos y femeninos.
Del periodo paleopalacial se ha encontrado la base de una estatua de culto en el templo de Anemospilia, primer caso minoico de una estatua de estas características. También han aparecido pequeños idolillos masculinos y femeninos. Los masculinos aparecen desnudos, llevando tan solo un cinturón ancho y una daga; los femeninos presentan faldas acampanadas y corpiños ajustados que dejan al aire los senos. Se han encontrado algunos objetos de orfebrería de metal noble.
En el periodo neopalacial se da un gran avance en la escultura, utilizando marfil, bronce y terracota. La representación más típìca de éste momento es la llamada "diosa de las serpientes", varias figuras de cerámica vidriada o loza y, alguna, de marfil y oro. Son figuras femeninas con la vestidura minoica típica que reciben su nombre de las serpientes que aparecen enroscadas en el cuerpo. También se han encontrado figuras de acróbatas en marfil.

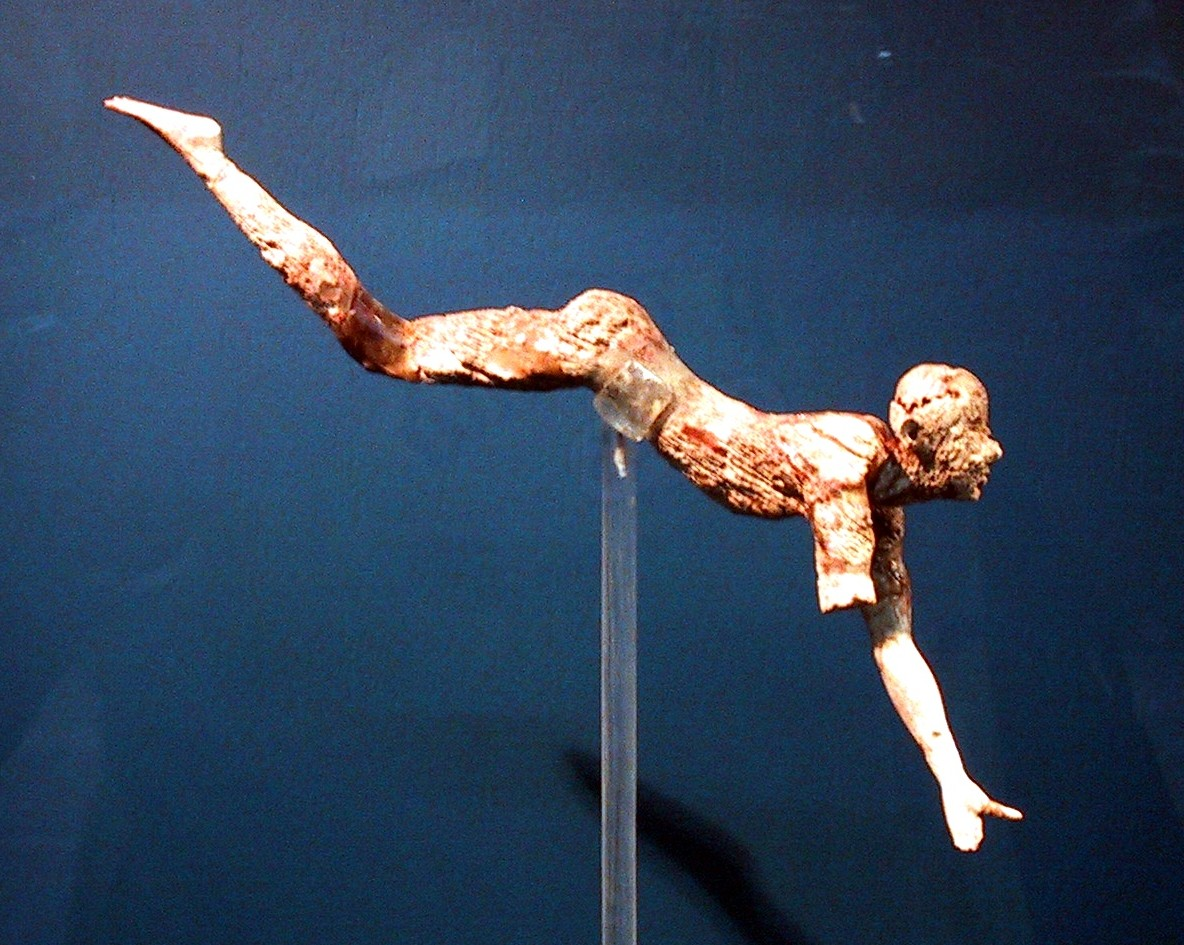
El saltador de toros, figurilla de marfil.
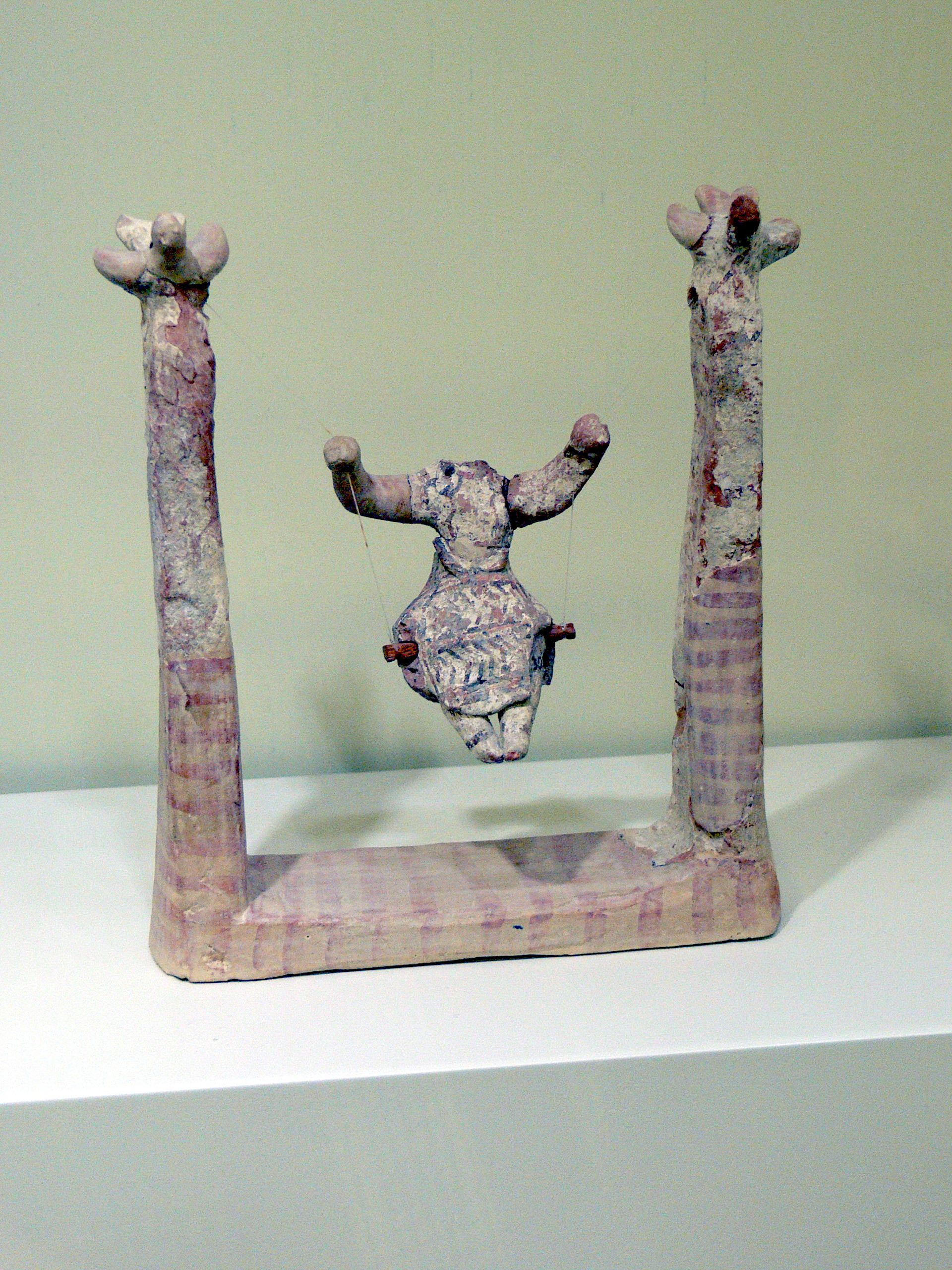
Figurilla femenina en un columpio.
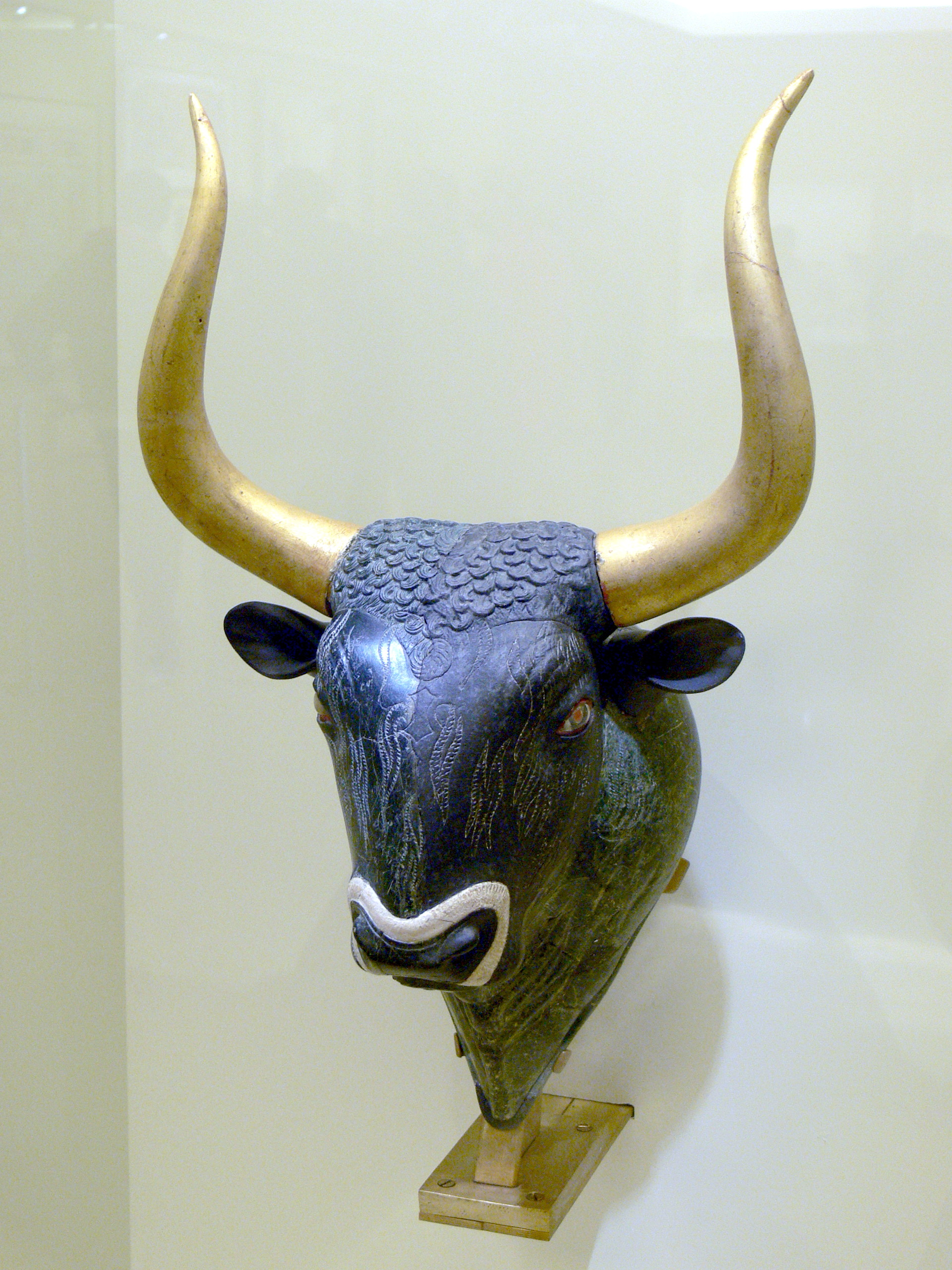
Ritón con forma de cabeza de toro.
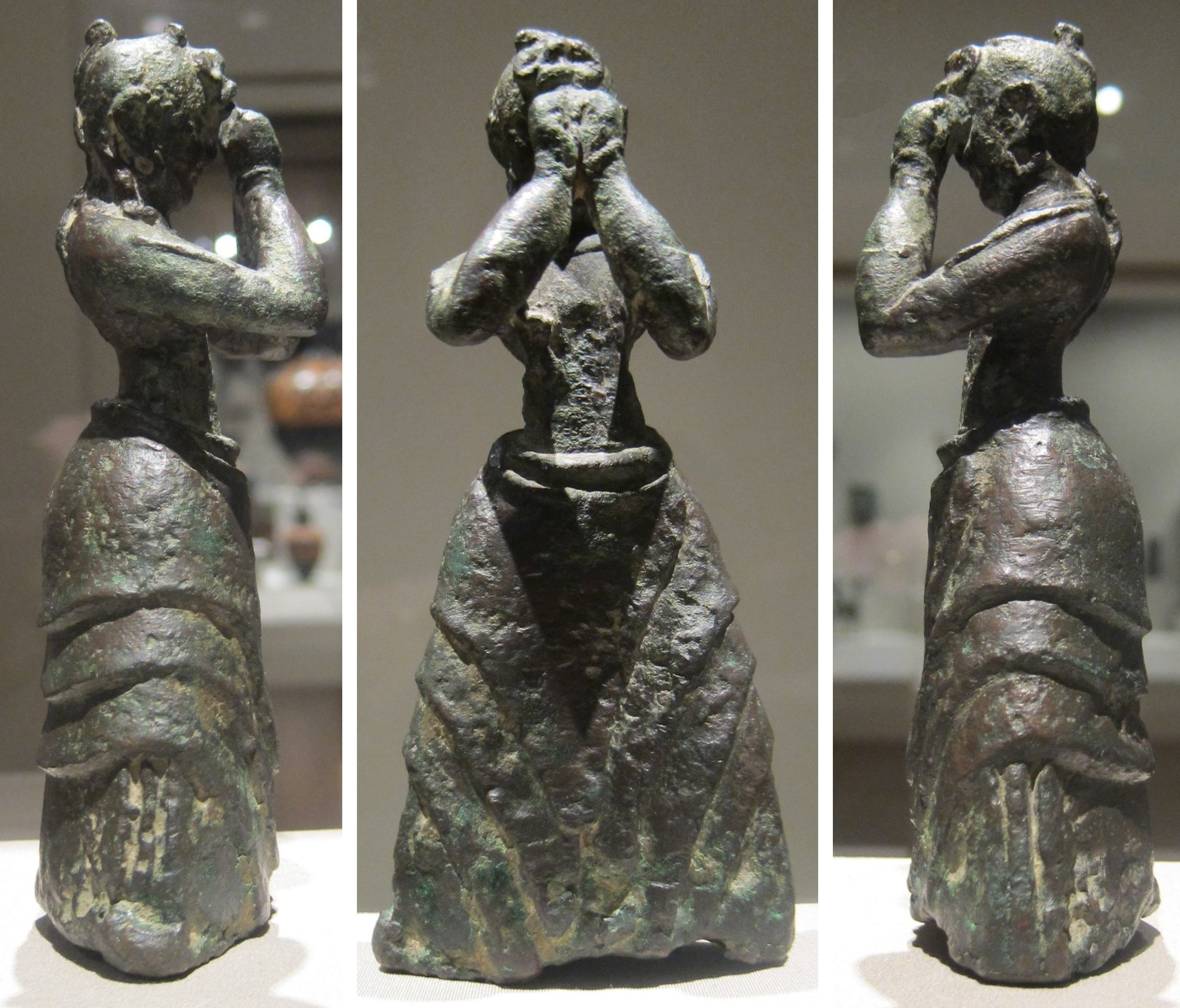
Estatuilla de bronce.
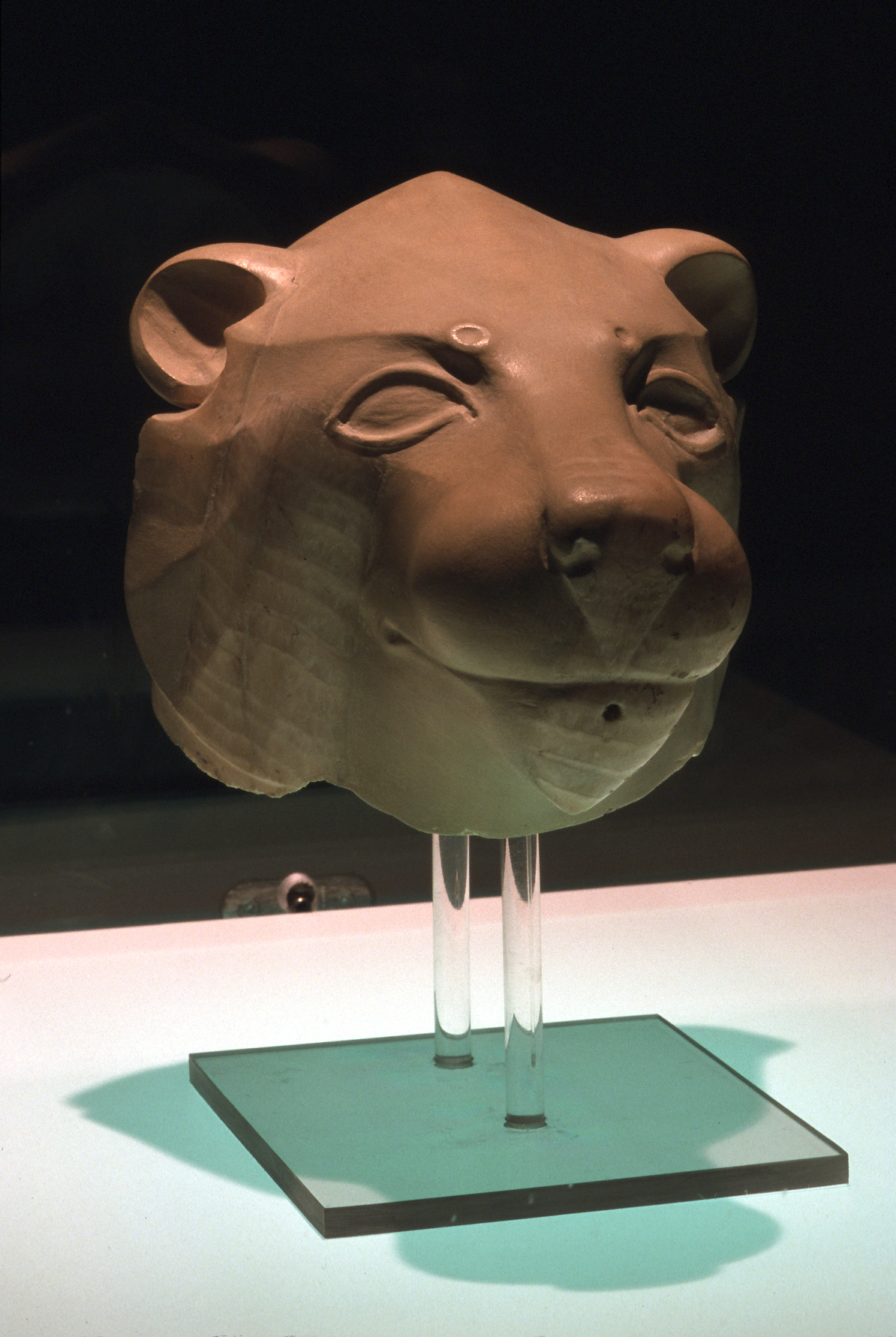
Vaso ritual zoomorfo.
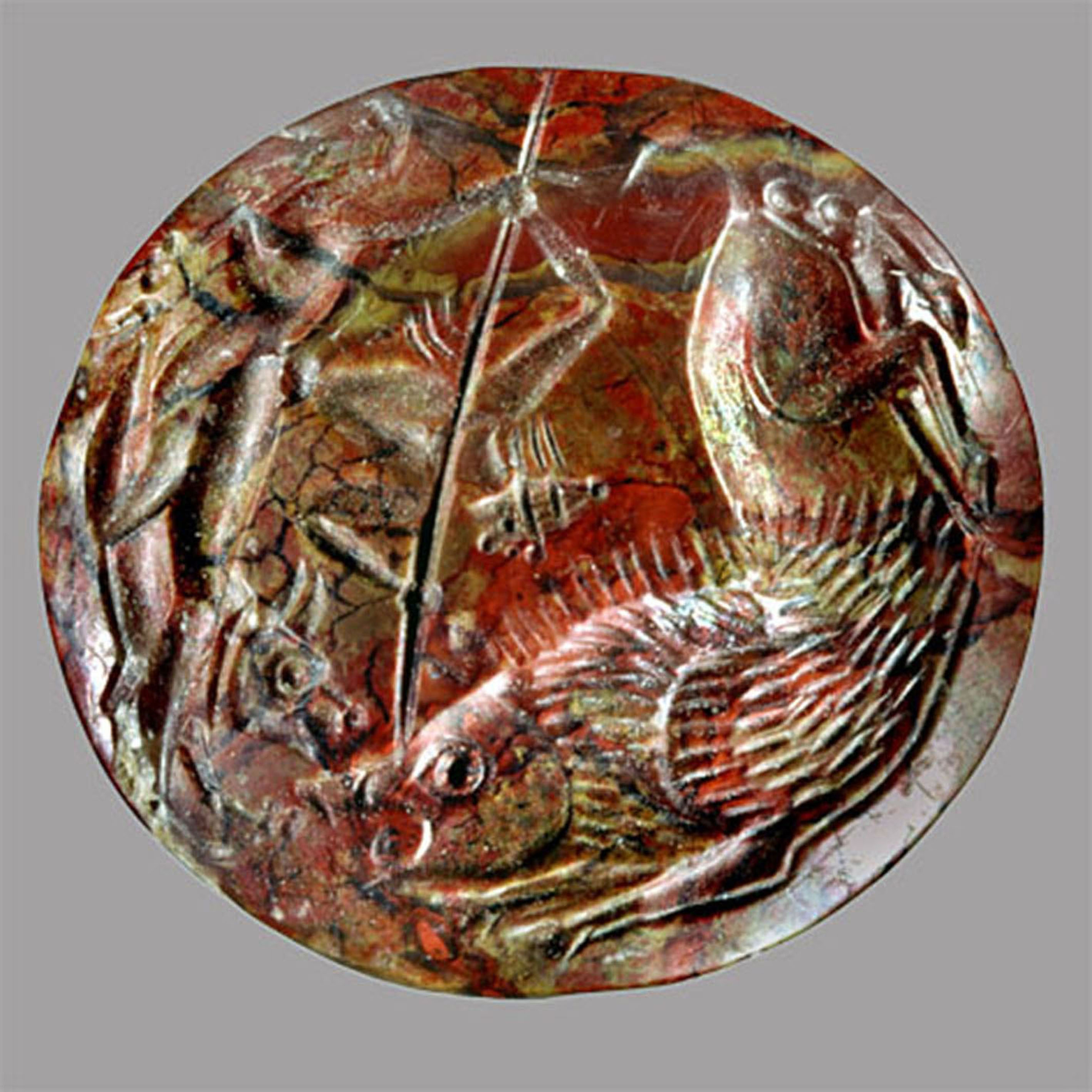
Sello grabado con una escena de caza de jabalí.
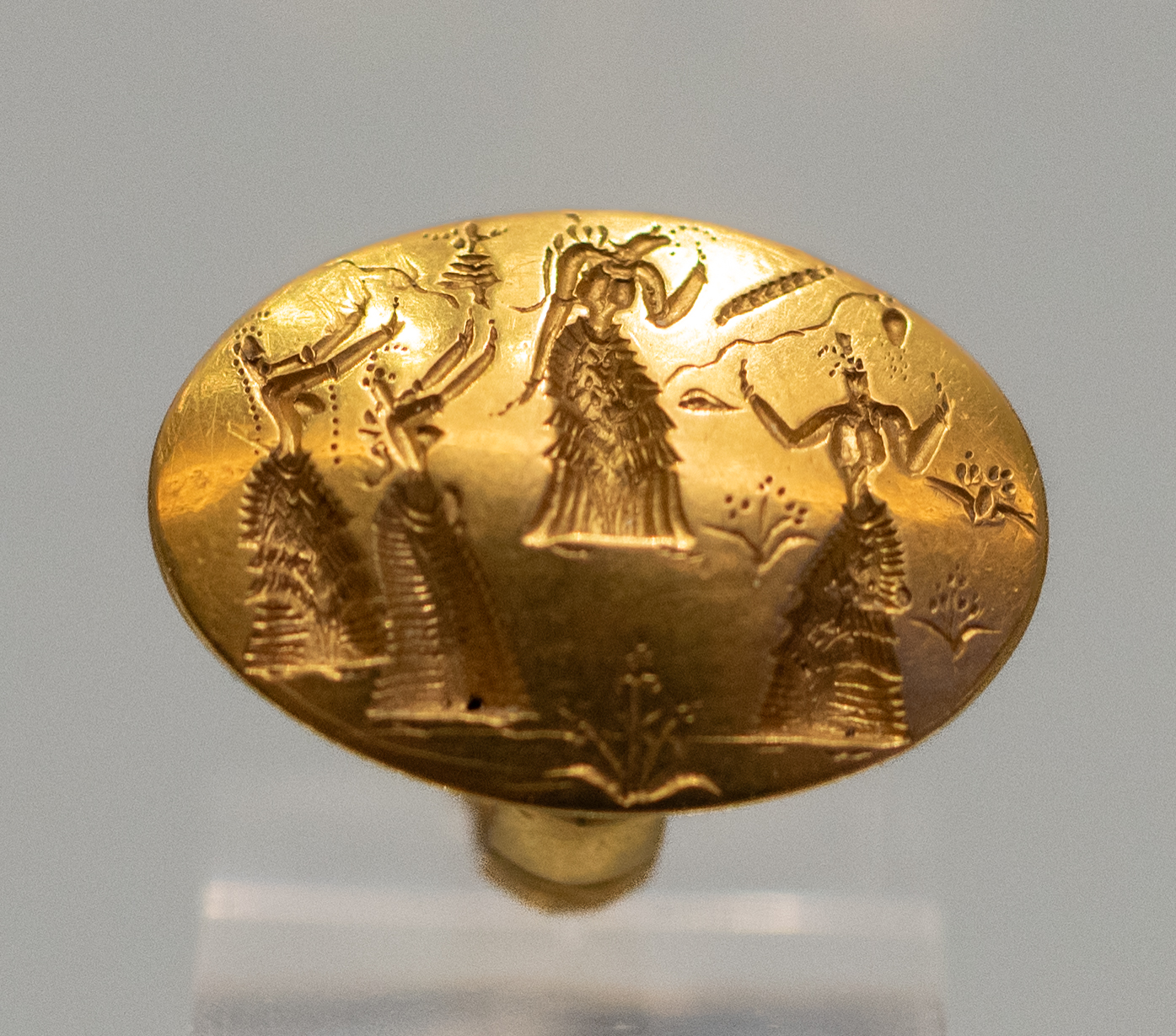
Anillo-sello de oro grabado con figuras femeninas.
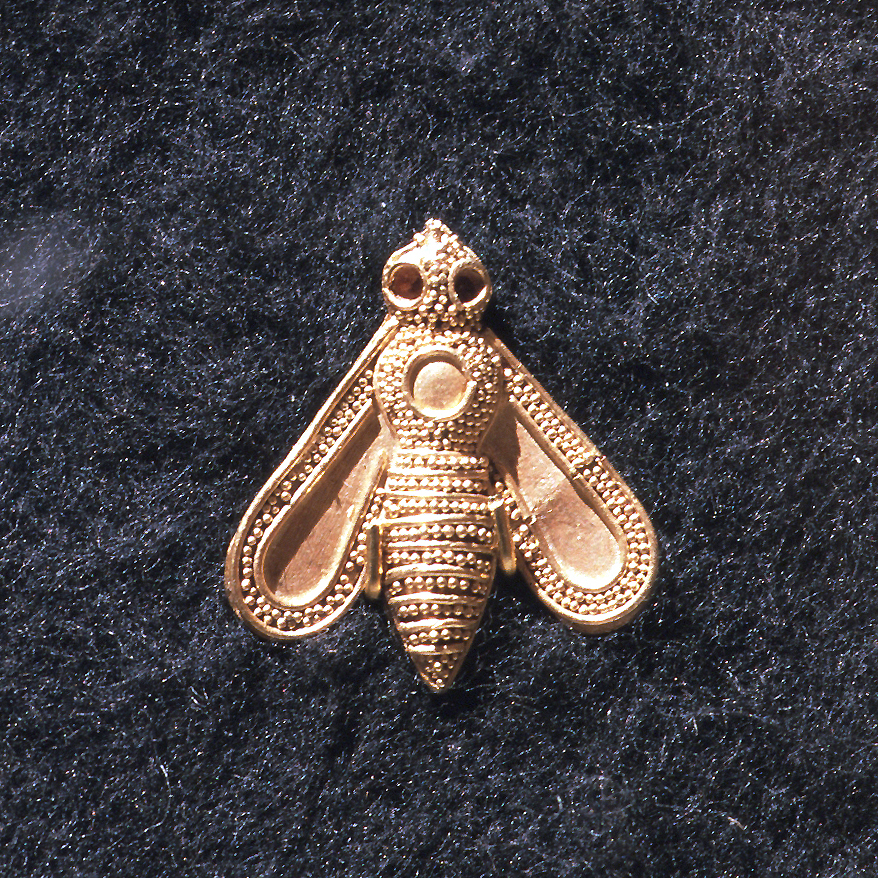
Joya de oro con forma de abeja.
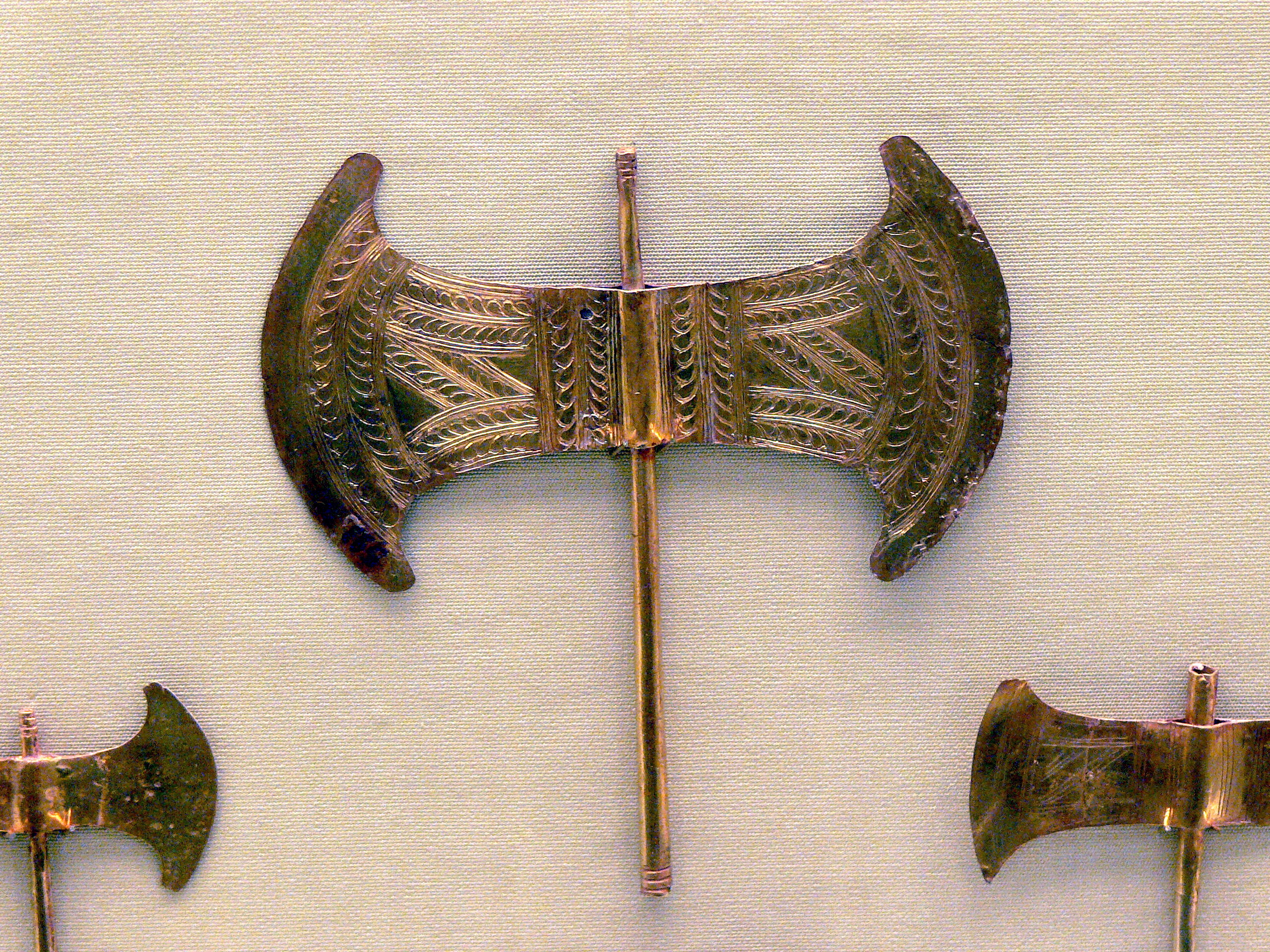
Joyas de oro con forma de labrys (doble hacha).

- Wikimedia Commons alberga una categoría multimedia sobre Orfebrería minoica.
- Wikimedia Commons alberga una categoría multimedia sobre Sellos minoicos.
- Wikimedia Commons alberga una categoría multimedia sobre Diosa de las serpientes.
- Wikimedia Commons alberga una categoría multimedia sobre yacimientos minoicos en Creta.
- Wikimedia Commons alberga una categoría multimedia sobre Arte minoico.
- Wikimedia Commons alberga una categoría multimedia sobre frescos minoicos.
- Wikimedia Commons alberga una categoría multimedia sobre sarcófago de Hagia Triada.